# КАМАЗ

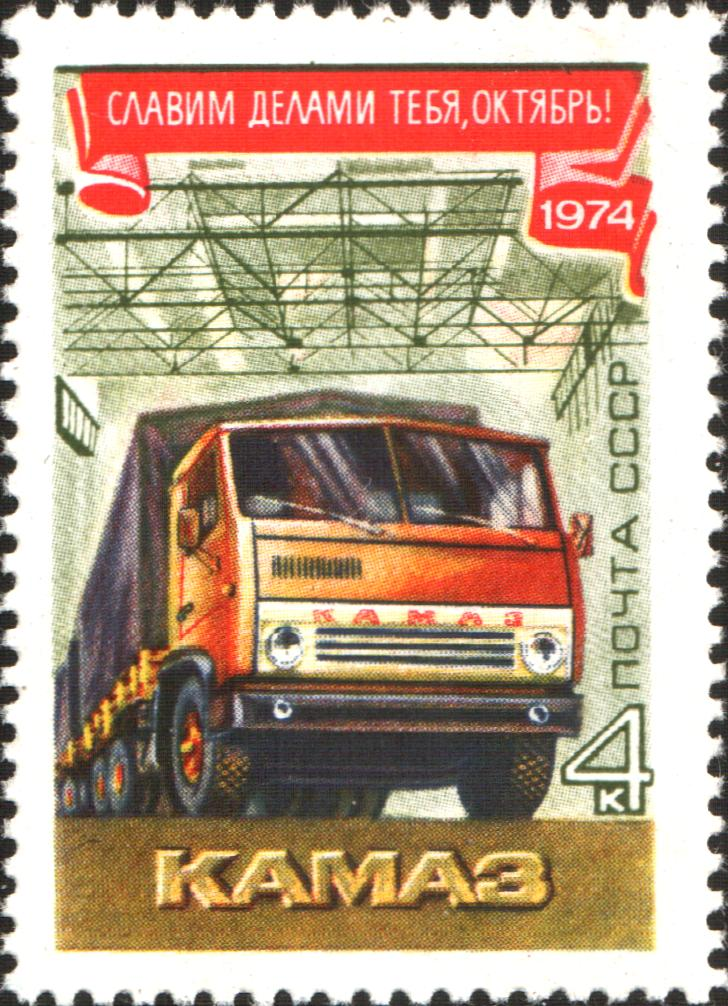
Почтовая марка СССР, 1974 год

ПАО «КАМАЗ» (акроним от Ка́мский автомоби́льный заво́д (тат. Кама автомобиль заводы), ранее «КамАЗ») — советская, затем российская компания, производитель дизельных грузовых автомобилей и дизельных двигателей, действующий с 1976 года. Также выпускает автобусы, электробусы, водоробусы (под маркой «НЕФАЗ»), тракторы, комбайны, электроагрегаты, тепловые мини-электростанции и комплектующие. Основное производство расположено в городе Набережные Челны.

## История

### Планирование
В 1960-х годах экономика СССР нуждалась в увеличении парка грузовых автомобилей, особенно современного типа с грузоподъёмностью от 8 до 20 тонн с более экономичным дизельным двигателем. Существовавшие автомобильные заводы эту потребность восполнить не могли.
В августе 1969 года ЦК КПСС и Совет министров СССР приняли ряд документов, в том числе Постановление № 674 от 14 августа 1969 «О строительстве комплекса автомобильных заводов в Набережных Челнах Татарской АССР». Заводы должны были специализироваться на производстве только большегрузных автомобилей. Строительству заводов в данном месте способствовало месторасположение города — в центре страны, наличие судоходных рек Камы и Волги, близость железной дороги — позволяли обеспечить будущий автогигант строительными материалами, сырьём, оборудованием и комплектующими. По первоначальному проекту, он должен был производить 150 тыс. большегрузных автомобилей и 250 тыс. двигателей в год.

### Строительство заводов и города
Уже 13 декабря 1969 года экскаваторщик Михаил Носков вынул первый ковш земли на промышленной площадке будущего автогиганта на Каме. Строительно-монтажные работы начаты с февраля 1970 года, и уже к концу года были уложены первые кубометры бетона в фундамент первенца КамАЗа — Ремонтно-инструментального завода, а также корпуса серого и ковкого чугуна Литейного завода.

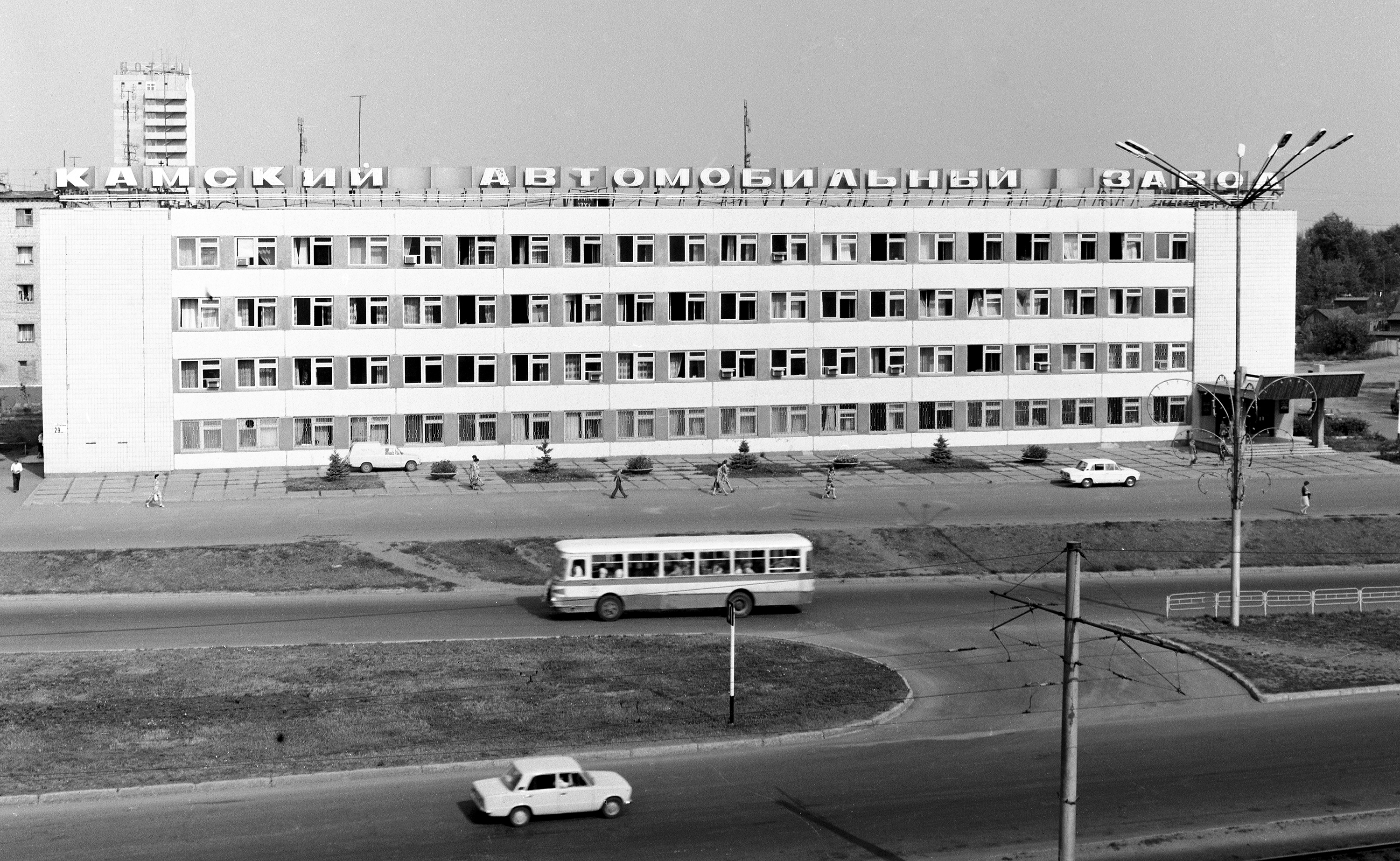
Здание генеральной дирекции, 1981 год

Летосчисление большегрузных автомобилей исчисляется с 16 февраля 1976 года — в этот день с конвейера сошёл первый собранный большегруз. Первая очередь предприятия была сдана в эксплуатацию 29 декабря 1976 года.
При этом перед возведением заводов был снят верхний плодородный слой почвы (строительная площадка КамАЗа ранее представляла собой 130 тысяч гектаров сельскохозяйственных полей), в дальнейшем собранный чернозём вывозился на поля агропромышленной зоны, овощные плантации и оранжереи, а также на дачные участки садоводческих товариществ.
Темпы строительства комплекса заводов возрастали. В начале 70-х КамАЗ был объявлен ударной комсомольской стройкой. За 1970—1981 годы было освоено капитальных вложений на сумму 4,2 млрд руб. (в том числе на строительно-монтажные работы — 1,8 млрд руб) и введено основных производственных фондов на сумму 3,9 млрд руб. (что равно их стоимости на ЗИЛе, ГАЗе, ВАЗе, вместе взятых). В ноябре 1973 года введён в строй первый энергоблок ТЭЦ КАМАЗа.

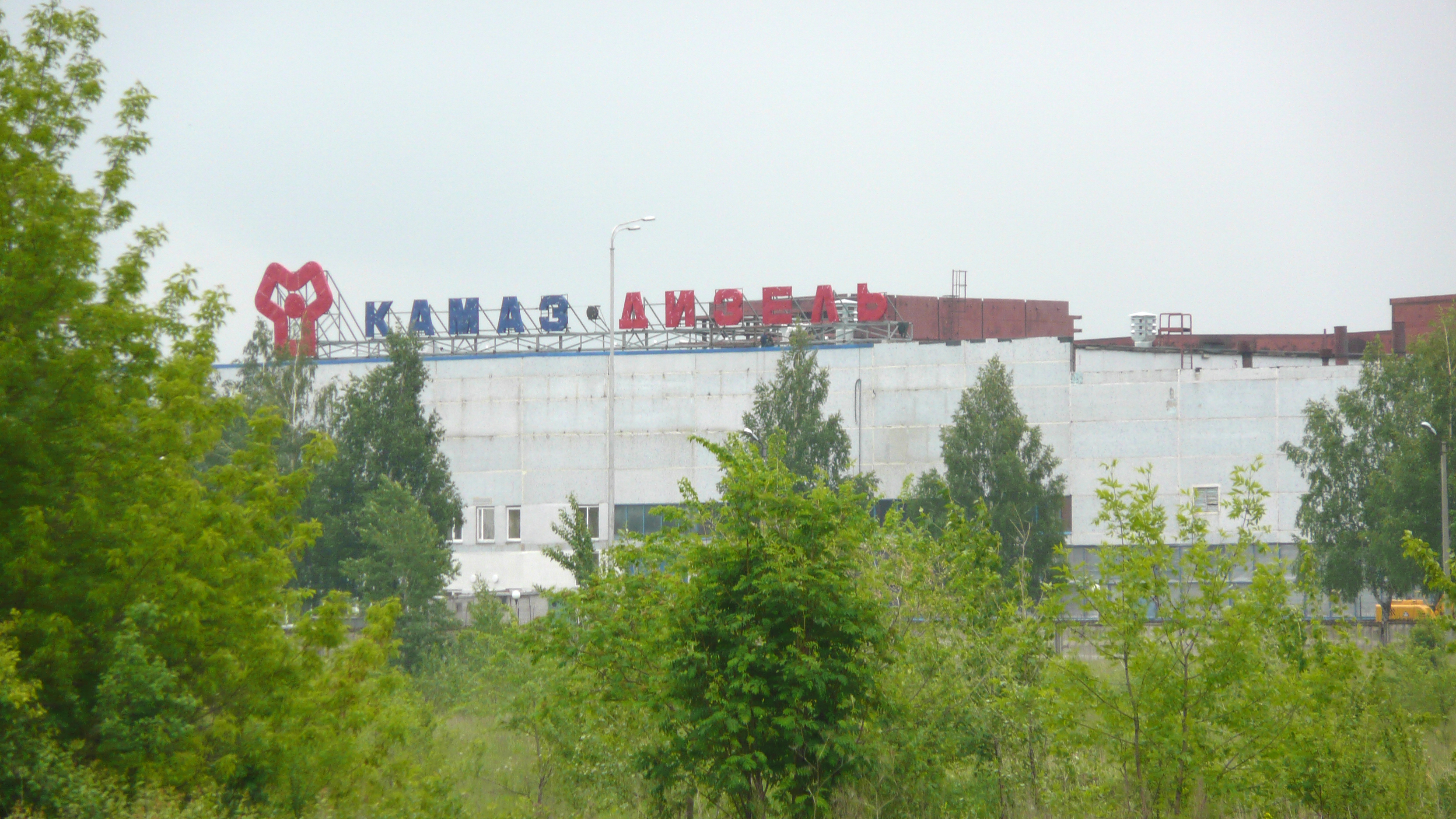
Завод двигателей

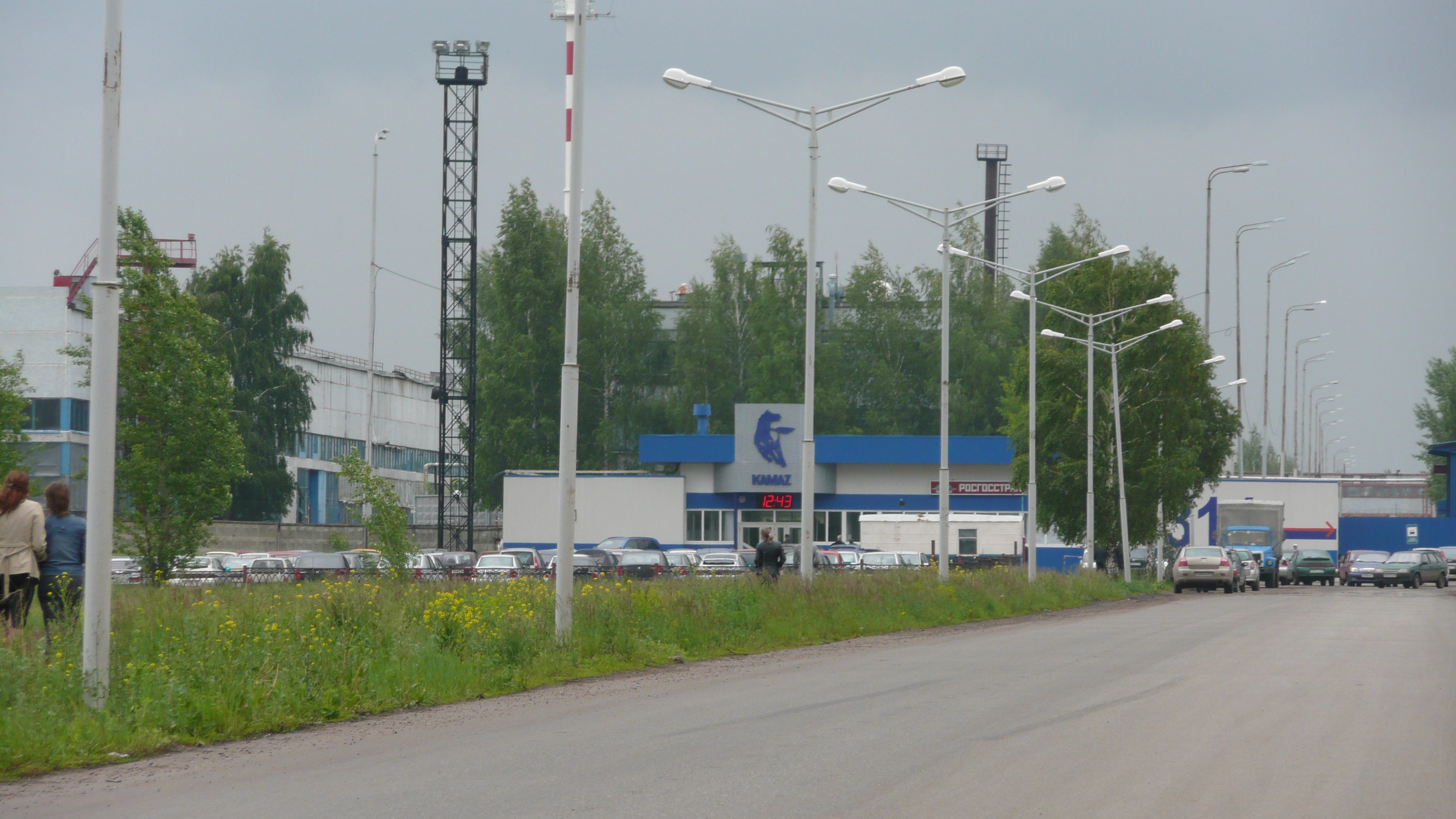
Одна из магистралей к корпусам

Общая развёрнутая площадь зданий и сооружений комплекса составила 3343 тыс. м² (на 1 января 1991 года достроено до 3826 тыс. м² или 81 % от проекта).
На заводах комплекса было установлено более 30 тыс. единиц самого современного технологического оборудования, в том числе производственных 20 тыс. единиц стоимостью свыше 2 млрд руб., из них половина была поставлена по импорту. Свыше 81 % составило оборудование, работающее по автоматическому и полуавтоматическому циклу, в том числе около 700 автоматических, поточно-механизированных и комплексно-механизированных линий. В оснащении КамАЗа приняли участие более 700 иностранных фирм из 19 стран Европы (СЭВ и Западной Европы), США, Канады, и Японии, 2000 заводов из 500 городов Советского Союза.
| Поставки из США                 | Поставки из США                          | Поставки из США     |
| Фирма                           | Оборудование                             | Стоимость, млн $ US |
| ------------------------------- | ---------------------------------------- | ------------------- |
| Swindell-Dressler               | Печи и литейное оборудование             | 42,6                |
| C. E. Cast Equipment            | Механизированные литейные линии          | 34,5                |
| Holcroft & Company              | Литейное оборудование                    | 19,9                |
| Ingersoll-Rand Equipment        | Оборудование для линии сборки двигателей | 19,2                |
| National Engineering Company    | Литейное оборудование                    | 15,4                |
| LaSalle Machine Tool            | Металлорежущие станки                    | 12,4                |
| Cleveland Crane and Engineering | Погрузочно-разгрузочное оборудование     | 10,4                |
| Gleason Works                   | Оборудование для производства осей       | 10,1                |
| Carborundum Company             | Литейное оборудование                    | 10,0                |
| Другие (оценочно)               |                                          | 330,0               |
| Итого                           |                                          | 504,5               |

| Поставки из Европы и Японии                       | Поставки из Европы и Японии                      | Поставки из Европы и Японии |
| Фирма                                             | Оборудование/Услуга                              | Стоимость, млн $ US         |
| ------------------------------------------------- | ------------------------------------------------ | --------------------------- |
| Renault (Франция)                                 | Проектирование и монтаж завода двигателей        | 250,0                       |
| Liebherr & Huller (Германия)                      | Проектирование и оборудование завода трансмиссий | 171,8                       |
| Fata SPA (Италия)                                 | Формовочные станки и конвейерное оборудование    | 42,3                        |
| Mitsubishi Heavy Industries Ltd. (Япония)         | Токарные автоматы                                | 27,0                        |
| Fata Co. (Италия)                                 | Погрузочно-разгрузочное оборудование             | 22,0                        |
| Drysys Equipment (Франция)                        | Оборудование для обработки и окраски металла     | 20,0                        |
| Ishikawajima-Harima Heavy Industries Co. (Япония) | Прессовые линии                                  | 20,0                        |
| Rheinstahl A. G. (Германия)                       | Кузнечное оборудование и линии коленчатых валов  | 16,3                        |
| Svenska Flaefabriken (Швеция)                     | Фильтровальное оборудование                      | 13,5                        |
| Итого                                             |                                                  | 582,9                       |
| Другие (оценочно)                                 |                                                  | 175,0                       |
| Всего                                             |                                                  | 757,9                       |

Параллельно шло строительство Нового города Набережных Челнов. Первый 12-этажный жилой дом для первопроходцев КамАЗа был сдан в 1971 году. Город строился с расчётом на 350 000 человек населения при имеющемся чуть менее 30 000 чел. Это означало проведение своеобразного масштабного социального эксперимента — комфортабельное жильё, медицинские и учебные заведения, спортивные объекты и культурные учреждения, а также прилегающая инфраструктура возводились грандиозными темпами. До 40 тысяч человек ежегодно пополняли город в конце 1970-х — 1980-х годах.
Недалеко от города был построен аэропорт Бегишево (1970—1971), продолжалось строительство Нижнекамской ГЭС (1963—1979).
В 1984 году КамАЗ награждён орденом Ленина.

### Проектирование и запуск производств
Технический проект КамАЗа был разработан институтом «Гипроавтопром» и проектным управлением КамАЗа совместно с ведущими предприятиями и организациями СССР: институтом «Промстройпроект» Госстроя СССР и «Гипродвигателем» (Ярославль).
Также к проектированию производств были привлечены иностранные фирмы: «Свинделл — Дресслер» (Питтсбург, США) — технологические и специальные части литейного завода, «Рено» (Франция) — проект завода двигателей, «Либхерр» (Штутгарт, ФРГ) — производство коробок переключения передач.
Конструкция первого поколения автомобилей и двигателей КАМАЗ-5320 построена на основе перспективного семейства автомобилей ЗИЛ-170 (6×4) и ЗИЛ-175 (4×2) разработки Московского автомобильного завода имени И. А. Лихачёва и Ярославского моторного завода 1967—1969 годов. Грузовики оборудуются двумя типами коробок передач, одни трансмиссии имеют пять ступеней переключения, а другие — десять. Эти модели называются 14 и 15. Десятиступенчатыми коробками оснащаются автомобили, относящиеся к категории автопоездов.
В 1974 году в экспериментальном цеху был собран первый двигатель. Через год по временной технологии начали сборку силовых агрегатов.

### Выпуск автомобилей

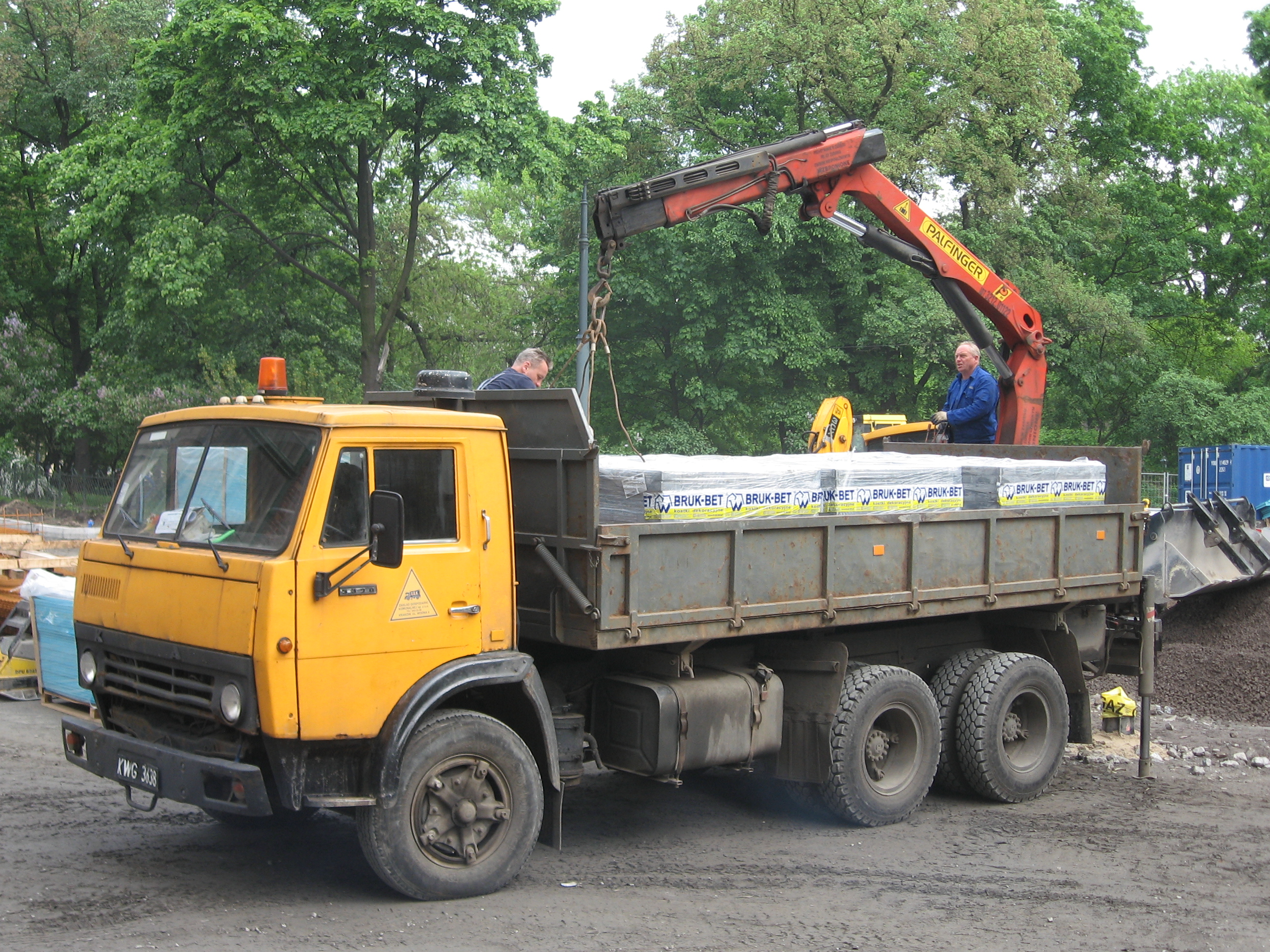
КАМАЗ-55102

Первый автомобиль КамАЗ сошёл с главного сборочного конвейера 16 февраля 1976 года — бортовой КАМАЗ-5320. Этот автомобиль сохранился, он был передан потребителям, долгое время работал в БАССР, позже был выкуплен музеем завода и восстановлен, оставлен в качестве музейного экспоната.
29 декабря министр автомобильной промышленности СССР В. Н. Поляков утвердил акт о вводе в эксплуатацию первой очереди Камского комплекса заводов по производству большегрузов, ранее подписанный государственной комиссией. Утверждённый на год план (15 000 автомобилей) был выполнен досрочно — в октябре 1977 года (к 60-летию Великой Октябрьской революции), и перевыполнен за год почти на половину (22 000).
Уже в июне 1979 года с главного конвейера сходит 100 000-й грузовик. Рост производства на КамАЗе бьёт мировые рекорды и беспрецедентен для СССР.
В феврале 1981 года были сданы в эксплуатацию мощности второй очереди КамАЗа.

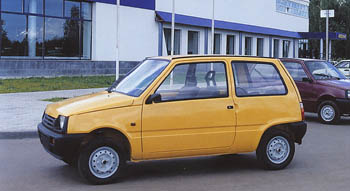
«Ока»

На десятом году производства (в 1987 году) была создана линия по производству малолитражных автомобилей «Ока». Первый автомобиль (ВАЗ-1111 «Ока») был выпущен уже 21 декабря (в 1994 году будет запущен целый Завод по производству малолитражных автомобилей).
В 1988 году было проведено финансово-экономическое исследование деятельности предприятия. По подсчётам специалистов, с начала выпуска автомобилей «КамАЗ» Советский Союз получил только от их эксплуатации около 8 млрд руб. транспортной прибыли. Это означает, что за первые десять лет работы КамАЗ полностью оправдал все капиталовложения, связанные с его строительством. Составляя треть грузового автопарка страны, КамАЗы перевозили до двух третей всех грузов, перевозимых автотранспортом.
18 октября 1988 года с конвейера «КАМАЗа» сошёл 1 000 000-й грузовик модели КАМАЗ-5320.

### Акционирование
25 июня 1990 года Совет Министров СССР принял постановление, в соответствии с которым на базе заводов КамАЗа было создано одно из первых акционерных обществ РСФСР и Советского Союза — АО «КАМАЗ». Согласно постановлению, 51 % акций должны были остаться в общесоюзной собственности, остальные предполагалось продать. 5 сентября 1991 года началась продажа акций трудовому коллективу. 10 сентября состоялся конкурс для юридических лиц, в результате которого акционерами КамАЗа стали 230 предприятий и организаций.

### Пожар 1993 года
14 апреля 1993 года начался пожар на заводе двигателей КамАЗа. Он охватил всё предприятие, уничтожив основной производственный корпус и технологическое оборудование. Завод двигателей был полностью разрушен, что нанесло огромный ущерб автомобильному производству России. Благодаря поддержке правительства Российской Федерации и Татарстана предприятию удалось постепенно восстановить производственные мощности; на полное восстановление завода ушло более 5 лет. 

### 1990-е
В 1990-х годах в связи с общим спадом производства в России и финансовыми затруднениями на заводах КАМАЗа сложилась неблагоприятная экономическая обстановка. Огромные мощности фактически простаивали, отчего, в первую очередь, страдало население города, так как КАМАЗ всегда являлся градообразующим предприятием.
К концу 1990-х усилиями руководства предприятия, при поддержке правительств России и Татарстана, удалось конвертировать долг объединения в размере 1 миллиард долларов США в акции предприятия, восстановить производство после пожара на заводе двигателей, освоить выпуск новых моделей грузовиков и выйти на режим безубыточности.
В 1994 году «КАМАЗ» и «АвтоВАЗ» создали акционерное общество по производству автомобиля «Ока» в городе Набережные Челны.
30 августа 1999 года с конвейера КАМАЗа сошёл 1 600 000-й большегруз. Завод двигателей произвёл к тому времени 2 миллиона дизельных двигателей.

### 2000-е
В 2001 году «КАМАЗ» впервые за семь лет получил прибыль в 57 миллионов рублей.
В 2005 году контрольный пакет акций ОАО «ЗМА» (завод малолитражных автомобилей, производивший легковые автомобили «Ока») был продан группе «Северсталь-Авто».
В 2005 году было создано АО «КАМАЗ-Инжиниринг» — совместное казахстанско-российское предприятие по сборке автомобильной техники «КАМАЗ» для внутреннего рынка Казахстана. За первые дни существования были выпущены с конвейера первый самосвал и вахтовый автобус.
21 октября 2005 года с конвейера «КАМАЗа» сошёл 1 750 000-й грузовик модели КАМАЗ-6520.
В 2006 году команда «КАМАЗ-мастер» победила во внедорожных ралли «Дакар» в седьмой раз (пятый раз подряд). За повышение качества производства ОАО «КАМАЗ» (новые двигатели соответствуют международным экологическим стандартам «Евро-3») — единственный из представителей машиностроительной области, получил в 2006 году Премию правительства РФ в области качества.
За 2007 год «КАМАЗ» выпустил 52 650 грузовиков, 63 200 двигателей и силовых агрегатов — это явилось рекордом последовавших после пожара лет. С конвейера сошёл 1,8-миллионный автомобиль (с начала производства 30 лет назад). Несмотря на недостаточное количество, но, учитывая усложнение технологии производства и переход на новые стандарты, было заявлено о достижении уровня загрузки производства автомобилей в советскую эпоху.
В этом же году на внешних рынках было реализовано рекордное за всю историю экспорта количество техники «КАМАЗ» — 13 444 единицы. Указом президента России генеральный директор ОАО «КАМАЗ» С. А. Когогин был награждён орденом Дружбы.
В 2008 году создан машиностроительный образовательный кластер «КАМАЗ-КГТУ» (КАИ) — совместный проект ОАО «КАМАЗ» и КГТУ им. А. Н. Туполева, направленный на подготовку технических кадров для «КамАЗа».
В этом же году территорию первенца «КАМАЗа» — ремонтно-инструментального завода — заняло сборочное производство грузовиков Mercedes (Daimler AG).

### 2010-е

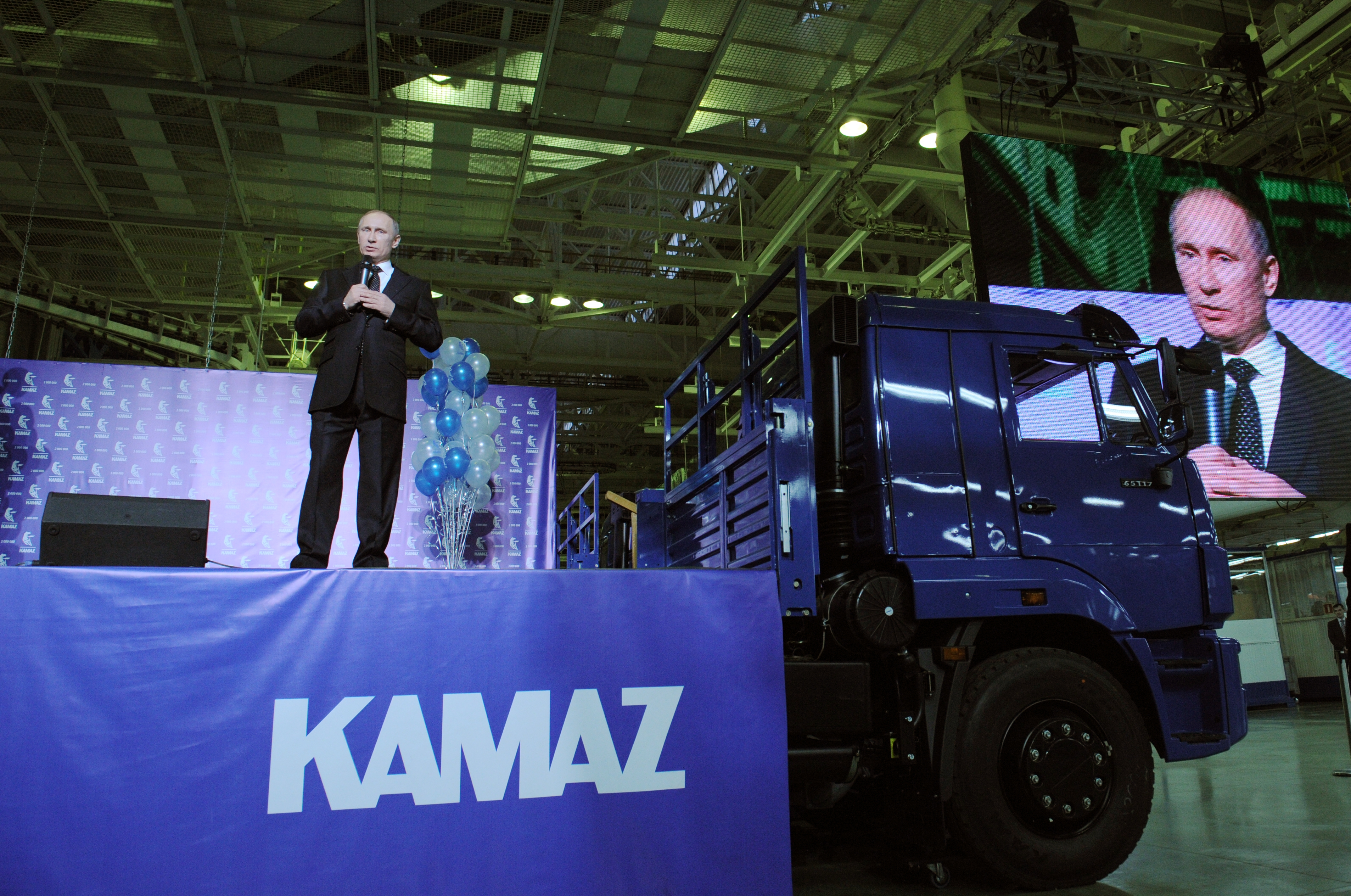
Владимир Путин на церемонии схода с конвейера 2-миллионного грузовика КАМАЗ-65117

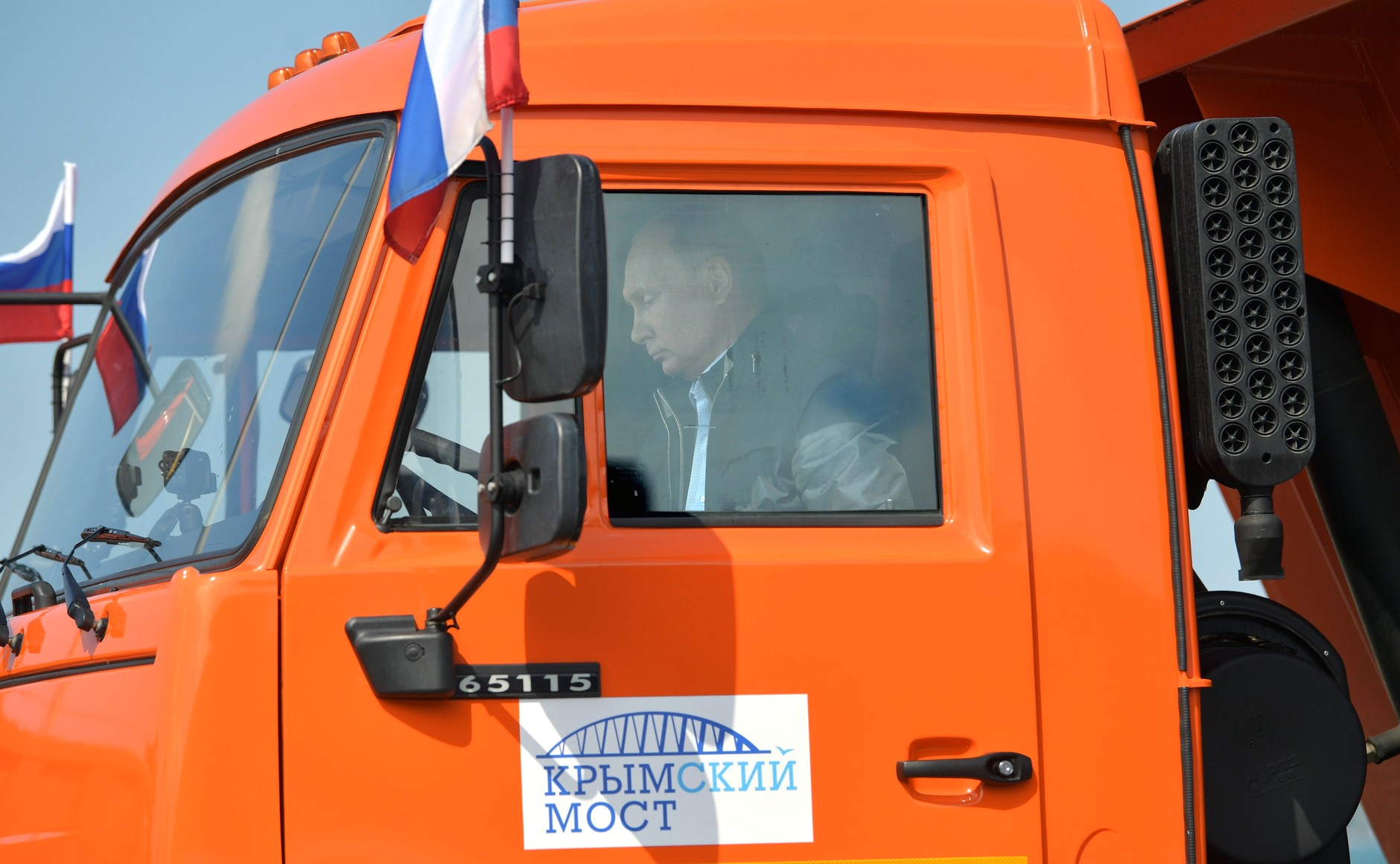
Владимир Путин за рулём КАМАЗ-65115 на открытии Крымского моста, 2018 год

В 2010 году завод приступил к выпуску сельскохозяйственной и дорожно-строительной техники под торговой маркой CNH (Case New Holland, принадлежащая FIAT Group, — один из ведущих мировых производителей сельскохозяйственной и строительной техники). Согласно соглашению между ОАО «КАМАЗ» и CNH, образованное совместное предприятие «Си-Эн-Эйч-КАМАЗ Индустрия» (CNH-KAMAZ Industrial BV) должно выпускать до 4000 единиц техники в год, включая семейство комбайнов с двигателями мощностью 300 л. с., два вида тракторов с двигателями мощностью 300—535 л. с. и строительную технику.
После значительного сокращения объёмов производства в 2009—2010 годах, вызванного финансовым кризисом 2008 года, завод начал наращивать темпы выпуска продукции. В 2011 году было реализовано более 45 тысяч грузовиков, что на 40 % больше, чем в 2010 году.
В сентябре 2011 года ОАО «КАМАЗ» и компания Marcopolo S.A. подписали соглашение о создании совместного предприятия по производству и продаже автобусов Marcopolo.
В ноябре 2011 года ОАО «КАМАЗ» подтвердило уровень «Пять звёзд» в конкурсе Европейского фонда менеджмента качества по модели EFQM «Признанное совершенство».
15 февраля 2012 года с конвейера «КАМАЗа» сошёл 2-миллионный грузовик. Юбилейной машиной стала модель из тяжёлого семейства грузовых машин повышенной грузоподъёмности — КАМАЗ-6522.
В июне 2012 года Daimler Trucks и ОАО «КАМАЗ» подписали лицензионное соглашение, направленное на укрепление сотрудничества в области производства кабин. По этому соглашению «Mерседес-Бенц» предоставит «КАМАЗу» технологию производства кабин Axor для среднетяжёлых грузовых автомобилей, которые российская компания будет устанавливать на свои автомобили нового поколения.
В 2012 году на территории Ремонтно-инструментального завода начат демонтаж корпусов производства ремонтного литья (ПРЛ).
В март 2013 года — ОАО «КАМАЗ» и концерн Palfinger AG подписали Соглашение о сотрудничестве.
16 октября 2013 года на Автомобильном заводе «КАМАЗа» было собрано десятитысячное автобусное шасси.
30 октября 2013 года на заседании Совета директоров ОАО «КАМАЗ» было объявлено о том, что «КАМАЗ» завершает прошлые договорённости по сделке с CNH Global NV в рамках стратегии избавления от непрофильных активов.
В декабре 2013 года начался серийный выпуск магистрального тягача КАМАЗ-5490 — флагмана нового модельного ряда «КАМАЗа».
19 августа 2014 года «КАМАЗ» подписал Соглашения с Palfinger AG (Австрия) о создании двух совместных предприятий: нового производства гидравлических и телескопических цилиндров и монтажного центра.
В октябре 2014 года из состава акционеров вышел Европейский банк реконструкции и развития.
В 2014 году компания во избежание попадания под Санкции в связи с украинскими событиями 2014 года начало процедуру по сокращению доли в акционерном капитале Ростеха и прекратило выпуск военной техники.
В 2015 году «КАМАЗ» запустил серийное производство двух новых моделей грузовиков — седельного тягача КАМАЗ-65206 и бортового магистрального автомобиля КАМАЗ-65207, а также представил электробусы, разработанные в сотрудничестве с российской инжиниринговой компанией Drive Electro.
22 апреля 2015 года на «КАМАЗе» состоялось торжественное открытие корпуса по производству автомобилей КАМАЗ и автобусных шасси с газовыми двигателями.
В июне 2015 года «КАМАЗ» приступил к первым тестовым испытаниям беспилотника, разработанного совместно с ОАО «ВИСТ Групп» и Cognitive Technologies.
26 июня 2015 года в соответствии с решением Общего собрания акционеров компании Открытое акционерное общество «КАМАЗ» было переименовано в Публичное акционерное общество «КАМАЗ».
В сентябре 2015 года «КАМАЗ» представил на выставке «Комтранс-2015» концепт революционной кабины КАМАЗ-2020. В этом же месяце ПАО «КАМАЗ» и HAWTAI Motor Group Co подписали рамочное соглашение о создании совместного предприятия по производству и продажам грузовиков КАМАЗ в Китае и легковых автомобилей HAWTAI в России.
В 2016 году «КАМАЗ» начал строительство завода каркасов кабин для грузовиков поколения К5 в сотрудничестве с компанией Daimler. Как сказал генеральный директор автогиганта Сергей Когогин, это первый настолько крупный проект со времён строительства самого «КАМАЗа».
15 мая 2018 года, в день открытия Крымского моста, автомобиль завода был во главе первой колонны проехавшей по сооружению. За рулём машины был президент Российской Федерации В. В. Путин.
8 февраля 2019 года были подведены итоги, что продажи грузовиков «КАМАЗа» в России снизились в 2018 году на 1,4 % по сравнению с 2017 годом и составили 32,68 тысяч штук, следует из отчета производителя за четвёртый квартал. Чистая прибыль компании за 2018 год составила 1,588 млрд рублей, что в 2,2 раза ниже показателя 2017 года.
В конце мая 2019 года началось производство кабин поколения К5 на новом заводе, построенном совместно с компанией Daimler. Уровень автоматизации на производстве достиг 80 %, оставив для человеческого персонала функции контроля качества, укладки деталей на сборочную линию и логистических задач. Доли партнёров распределены следующим образом: 80 % готовой продукции получает КАМАЗ, 20 % — Mercedes. Планируемый годовой объём производства — 55 тыс. (планируется достичь к 2024 году). Кабины будут производиться для пяти типов грузовиков и самосвалов.
В 2019 году «КАМАЗ» награждён орденом «За заслуги перед Республикой Татарстан»

### 2020-е
В результате реализации в Набережных Челнах крупного инвестиционного проекта «Модернизация прессово-рамного завода „КАМАЗ“».
в июне 2021 года было запущено производство рам для нового поколения грузовиков К5. В дальнейшем планируется освоить выпуск рам для автомобилей поколения К4 и К3.
После вторжения России на Украину, с марта 2022 года немецкая компания «Daimler Truck AG» прекратила поставки комплектующих и производство КАМАЗов в рамках совместного предприятия «ДК Рус» в Набережных Челнах.
В феврале 2023 года «КАМАЗ» приступил к сборке локализованной версии КАМАЗ-54901, степень локализации грузовиков поколения К5 составит 70—80 %, импортные комплектующие будут в основном китайскими. К маю КАМАЗ вышел на стабильный выпуск — не менее 30 штук в день, выпуск этой версии грузовиков К5 уже не зависит от поставок комплектующих из «недружественных стран».
В 2023 году бренд сохранил лидирующие позиции на рынке грузовых автомобилей. Продажи остались на уровне 2022 года и составили 31 тыс. единиц. В список наиболее востребованных моделей вошли KAMAZ 43118 и KAMAZ 65115.
В 2024 году коллектив ПАО «КАМАЗ» награждён орденом «За доблестный труд».
В апреле 2025 года два грузовика «КАМАЗ» приняли участие в эксперименте по использованию беспилотных грузовых фургонов на Центральной кольцевой автодороге (ЦКАД) в Московской области.

## Санкции
6 мая 2022 года, на фоне вторжения России на Украину, «КАМАЗ» внесён в санкционный список Канады.
3 июня 2022 года «КАМАЗ» внесён в санкционные списки Евросоюза. Ранее «КАМАЗ» вносился в санкционный список по причине аффилированности с корпорацией «Ростех», который попал под санкции из-за причастности России к войне в Донбассе.
28 июня 2022 года «КАМАЗ», а также девять дочерних компаний и генеральный директор Когогин включены в санкционный список США «за деятельность или работу в оборонном секторе экономики России», в частности Минфин США отмечает что автомобили «КАМАЗ» использовались российскими военными в ходе нападения на Украину.
По аналогичным основаниям «КАМАЗ» включён в санкционные списки Великобритании, Японии, Швейцарии, Австралии, Украины и Новой Зеландии.

## Собственники и руководство
Уставный капитал ПАО «КАМАЗ» составляет 35,36 млрд рублей. Все акции ПАО «КАМАЗ» являются именными обыкновенными, номинальной стоимостью 50 рублей каждая. Список акционеров, владеющих свыше 5 % обыкновенных акций ПАО «КАМАЗ» по состоянию реестра на 13 ноября 2018 года.:
Информация об акциях ПАО «КАМАЗ»:
| Государственный регистрационный номер                                       | 1-08-55010-D |
| Количество размещённых акций (шт.)                                          | 707 229 559  |
| Биржевой тикер (ПАО Московская биржа — Котировальный список Второго уровня) | KMAZ         |

Структура держателей акций ПАО «КАМАЗ» (доли основных акционеров, владеющих более 5 % уставного капитала ПАО «КАМАЗ»):
| Наименование                         | На 31.12.2019    | На 31.12.2019           |
| Наименование                         | Количество акций | % от уставного капитала |
| Государственная корпорация «Ростех»  | 333 110 899      | 47,1 %                  |
| ООО «Автоинвест»                     | 166 491 378      | 23,54 %                 |
| Daimler Truck AG                     | 106 084 434      | 15,00 %                 |
| Прочие юридические и физические лица | 101 542 848      | 14,36 %                 |
| Итого                                | 707 229 559      | 100 %                   |

15.11.2019 компания Daimler AG передала 15 % акций ПАО «КАМАЗ» Daimler Truck AG. Контролирующим лицом Daimler Truck AG является Daimler AG.
Список членов совета директоров ПАО «КАМАЗ», избранных на годовом общем собрании акционеров 28 июня 2019 года:
- генеральный директор Государственной корпорации «Ростех» Сергей Викторович Чемезов;
- генеральный директор ООО «Варданян, Бройтман и партнёры» Михаил Яковлевич Бройтман;
- президент ООО «Варданян, Бройтман и партнёры» Рубен Карленович Варданян;
- председатель первичной профсоюзной организации работников ПАО «КАМАЗ» Александр Анатольевич Васильев;
- заместитель генерального директора Государственной корпорации «Ростех» Игорь Николаевич Завьялов;
- генеральный директор ПАО «КАМАЗ» Сергей Анатольевич Когогин[57];
- индустриальный директор авиационного комплекса Государственной корпорации «Ростех» Анатолий Эдуардович Сердюков;
- премьер-министр Республики Татарстан Алексей Валерьевич Песошин;
- исполнительный Председатель Совета директоров АО «РТ-Инвест» Сергей Викторович Скворцов;
- вице-президент, автомобильные платформы, управление качеством, продажи силовых агрегатов грузового автомобиля, Daimler Truck AG Вольфрам Шмид (Wolfram Schmid);
- руководитель подразделения грузовых автомобилей Мерседес-Бенц, руководитель бизнеса грузовых автомобилей Даймлер в России, Руководитель бизнеса спецтехники Мерседес-Бенц, Daimler Truck AG Геральд Янк (Gerald Jank).

### Руководители
- 1969—1981 — Васильев, Лев Борисович, генеральный директор ПО «КамАЗ»
- 1981—1987 — Фаустов, Василий Алексеевич, генеральный директор ПО «КамАЗ»
- 1987—1991 — Бех, Николай Иванович, генеральный директор ПО «КамАЗ»
- 1991—1997 — Бех, Николай Иванович, президент, генеральный директор ОАО «КамАЗ»
- 1997—2002 — Костин, Иван Михайлович, генеральный директор ОАО «КАМАЗ»
- 2002 — настоящее время — Когогин, Сергей Анатольевич, генеральный директор ПАО «КАМАЗ»

## Фирменные обозначения
Название предприятия неоднократно менялось:
- в 1969—1973 годах — оно именовалось «Камский автомобильный завод — дирекция Камского автомобильного завода» (пользовались двумя названиями в равной степени);
- с 1973 года — «Камский комплекс заводов по производству большегрузных автомобилей»;
- с 1976 года — Производственное объединение «КамАЗ».

ОАО «КамАЗ» создано 23 августа 1990 года путём преобразования производственного объединения «КамАЗ» Министерства автомобильного и сельскохозяйственного машиностроения СССР в акционерное общество открытого типа в соответствии с Постановлением Совета Министров СССР № 616 от 25 июня 1990 года.
«КамАЗ», начиная с 1973 года, владеет товарными знаками КамАЗ и KAMAZ, а с 1987 года — комбинированным товарным знаком KAMAZ с изображением дикой степной лошади (Аргамак). Данные товарные знаки признаны общеизвестными на территории Российской Федерации, решениями Палаты по патентным спорам Федеральной Службы по интеллектуальной собственности, патентам и товарным знакам, начиная с 31 декабря 1999 года.
25 июня 1990 года Советом Министров СССР принято постановление о преобразовании производственного объединения «КамАЗ» в акционерное общество — АО «КАМАЗ».
В документах предприятия и рекламных материалах обозначение «КамАЗ» не употребляется; в настоящее время как фирменное наименование используется капитализированная версия наименования — «КАМАЗ».

## Деятельность компании
ПАО «КАМАЗ» представляет собой автомобилестроительное производство полного цикла, объединяющее металлургическое, кузнечное, прессово-рамное, механосборочное, специального машиностроения и инструментальное производства со всеми необходимыми объектами энергетического и вспомогательного назначения. В состав группы технологической цепочки входит несколько крупных заводов автомобильного производства. Основные производственные мощности завода расположены в промышленной зоне Набережных Челнов, где расположены литейный и кузнечный заводы, завод двигателей (ЗД), прессово-рамный завод (ПРЗ), автомобильный завод (АвЗ), ремонтно-инструментальный завод (РИЗ), индустриальный парк «Мастер». Крупнейшие из дочерних предприятий расположены за пределами города Набережные Челны: ПАО «НЕФАЗ» и ОАО «Туймазинский завод автобетоносмесителей»).
К концу 2010-х годов группа организаций «КАМАЗ» включает в себя более 80 организаций, расположенных в России, СНГ и дальнем зарубежье.
ПАО «КАМАЗ» имеет сборочные предприятия во Вьетнаме, Казахстане, Пакистане, Индии. Сборка производится полностью из комплектующих изделий, поставляемых с «КАМАЗа». Реализуются программы локализации производства деталей и узлов из состава сборочных машинокомплектов в странах дислокации сборочных предприятий. Первое сборочное предприятие «КАМАЗа» было открыто на Кубе в начале 1980-х. В последние годы неоднократно озвучивались намерения возобновить камазовское производство на Кубе.
16 ноября 2016 года Автозавод «КАМАЗ» объявил о заключении контракта, в соответствии с которым на Кубу будет поставлено более 2,4 тыс. машин, а также запасные части и сервисное оборудование.
В августе 2018 года «КАМАЗ» открыл в Джакарте (Индонезия) дочернюю компанию — PT. Kamaz trucks Indonesia. Компания основана совместно с индонезийской PT. Pusaka bumi transportasi (входит в Blue bird group) и Kamaz trucks Indonesia (совместное предприятие «КАМАЗ» и эмиратской Sirius general trading LLC).

### Показатели деятельности
На конец 2023 года в подразделениях и дочерних обществах ПАО «КАМАЗ» работает более 30 тысяч человек.
За 2015 год реализовано 29704 готовых грузовых автомобилей КАМАЗ: из них на российский рынок поставлено более 23,1 тыс. единиц, на экспорт — 6,6 тысяч.
За 2017 год реализовано 38159 автомобилей. Экспортировано 5038 автомобилей. Доля КАМАЗа на российском рынке тяжёлых грузовиков 45,2 %.
За 2018 год реализовано 38382 автомобилей. Экспортировано 5698 автомобилей. Доля КАМАЗа на российском рынке тяжёлых грузовиков 41 %.
В 2019 компания не ожидала чистой прибыли, оборот составил +192 млрд р., продажи в России грузовиков составят ~30 тыс., экспорт ~5 тыс. В 2019 году «КАМАЗ» увеличил продажи своих автобусов на 45 %.
В 2021 объём производства составил 44 136 автомобилей, что означает перевыполнение плана более чем на 18 %.
В 2022 году выручка ПАО «КАМАЗ» по РСБУ составила 267,279 млрд рублей, увеличившись по сравнению с 2021 году на 6,9 %. Было продано более 43 тысяч грузовых автомобилей. По данным гендиректора компании Сергея Когогина инвестиции ПАО «КАМАЗ» в 2022 году выросли на 46 % к предыдущему году и достигли около 16 млрд рублей. По словам руководства компании, санкции, наложенные на предприятие, не помешали достигнуть желаемых показателей.
Рейтинговое агентство АКРА в 2018 году присвоило ПАО «КАМАЗ» рейтинговую оценку A+(RU) со стабильным прогнозом. Рейтинг ежегодно подтверждался, в 2023 году был повышен до AA-(RU), в 2024 — до AA(RU). В 2025 году рейтинг вернулся к AA-(RU).
Рейтинговое агентство «Эксперт РА» в 2023 году присвоило ПАО «КАМАЗ» рейтинговую оценку ruAA со стабильным прогнозом, в 2024 году рейтинг подтверждён.
За первое полугодие 2025 года КАМАЗ в отчете РСБУ зафиксировал чистый убыток в размере 20,8 млрд рублей против 641,1 млн прибыли за аналогичный период прошлого года. 25 июля 2025 года в компании сообщили, что с 1 августа подразделения, у которых нет полной загрузки, перейдут на сокращённый четырёхдневный график работы с выполнением социальных гарантий перед сотрудниками в полном объёме в соответствии с коллективным договором и законодательством. Причиной такого решения назвали сложившуюся на автомобильном рынке ситуацию: в первом полугодии российский рынок грузовиков сократился почти на 60%, а продажи ПАО «КАМАЗ» – почти на 30% без учёта гособоронзаказа. Об аналогичных мерах объявили ГАЗ и АвтоВАЗ.

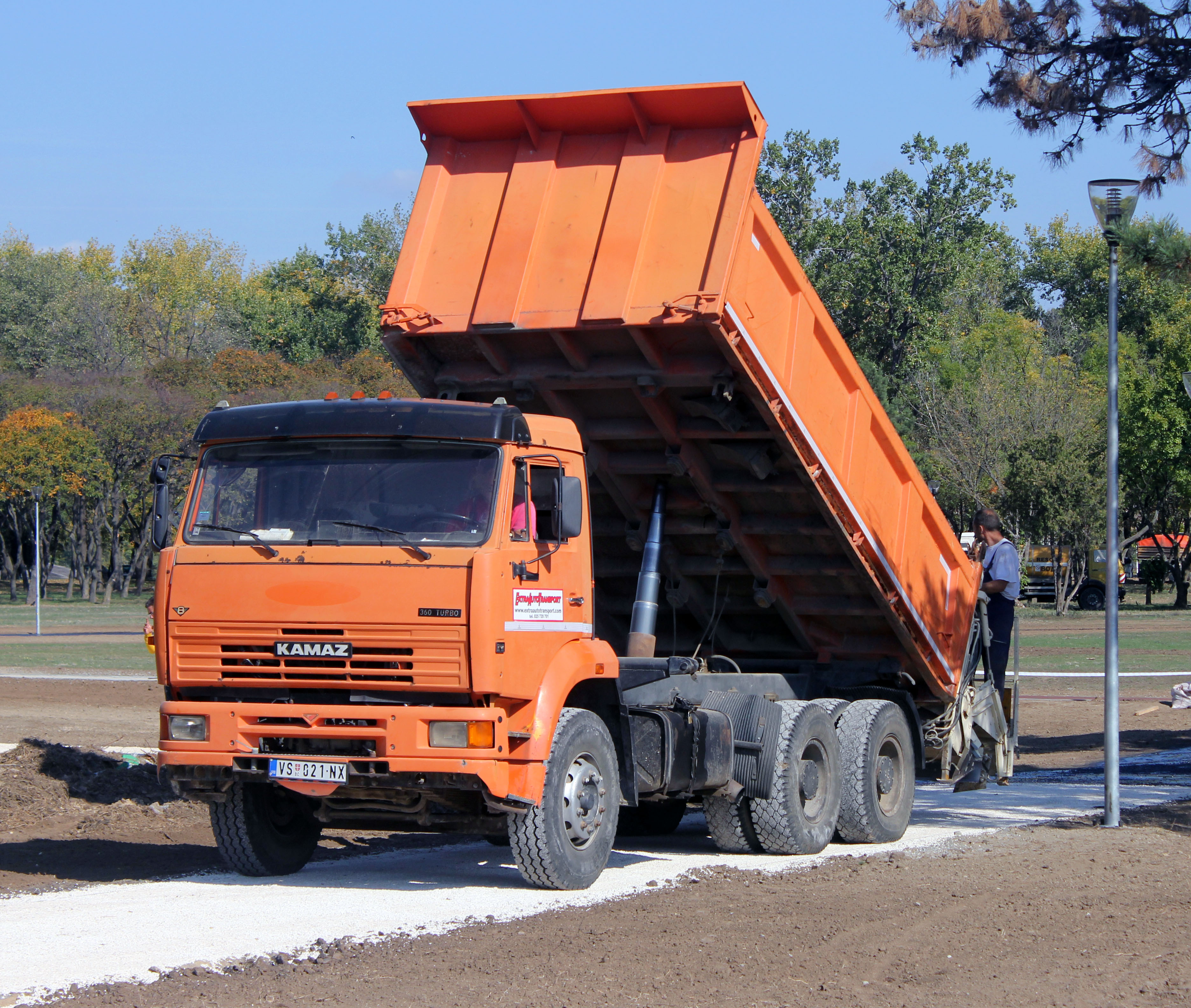
Самосвал КАМАЗ-6520

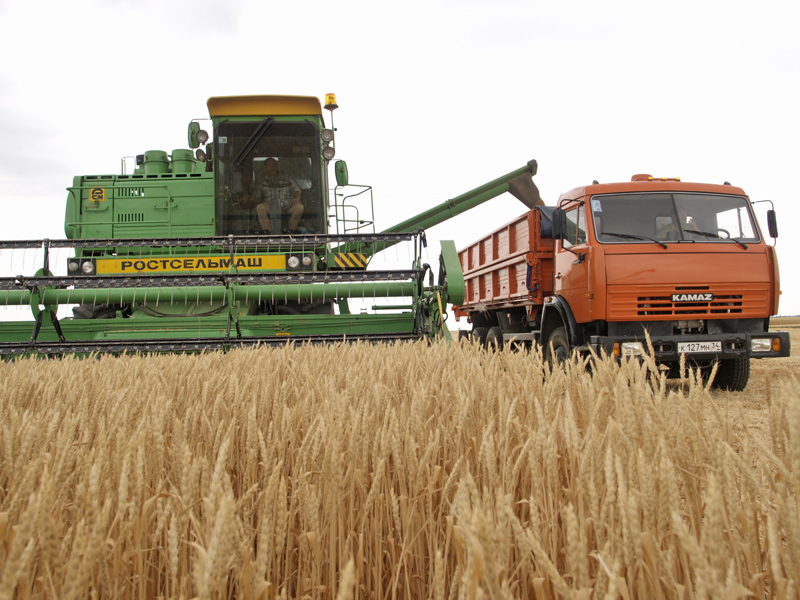
КАМАЗ-45143-сельхозсамосвал на уборке урожая

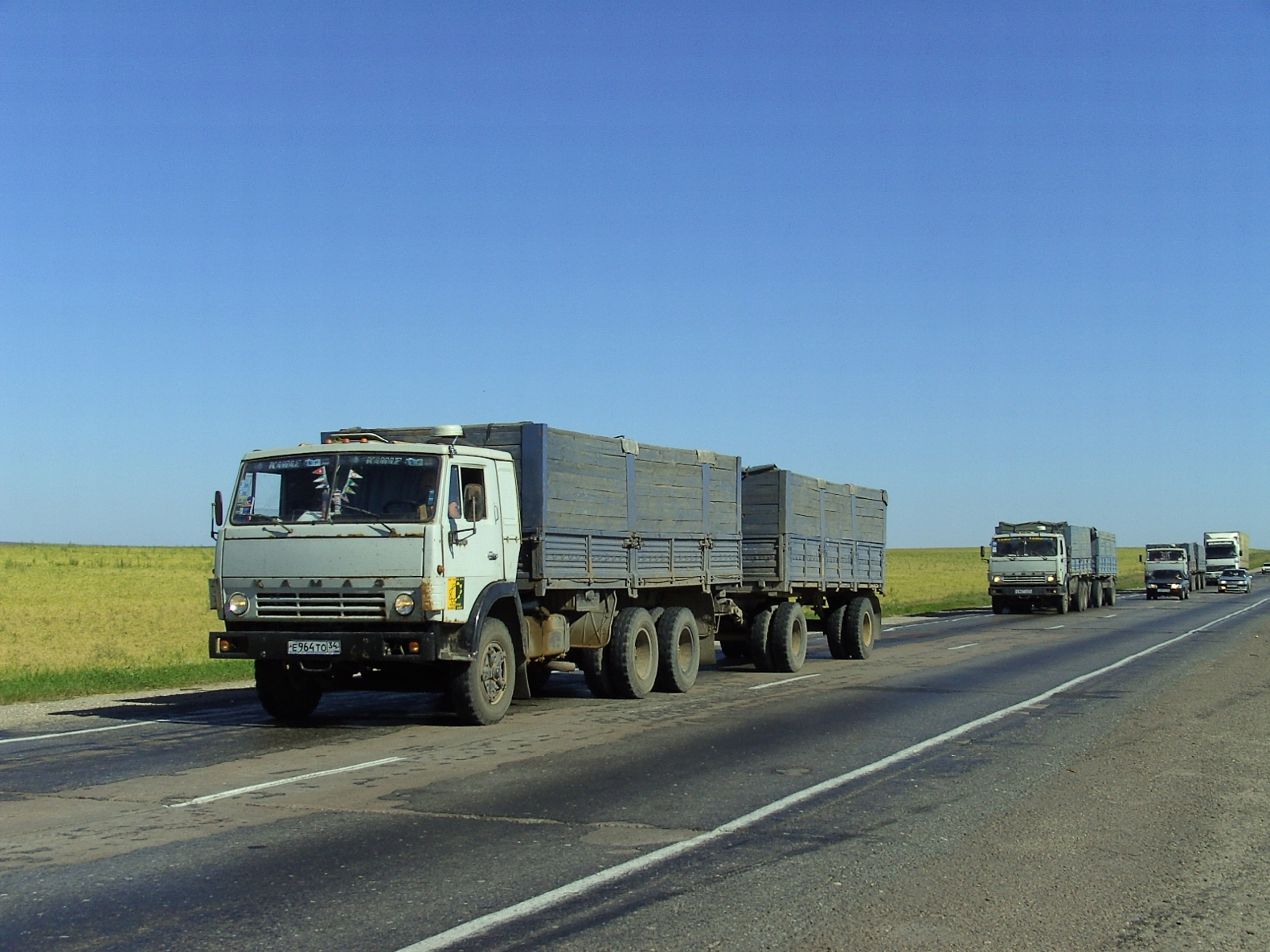
Бортовые автопоезда КАМАЗ-5320 на трассе

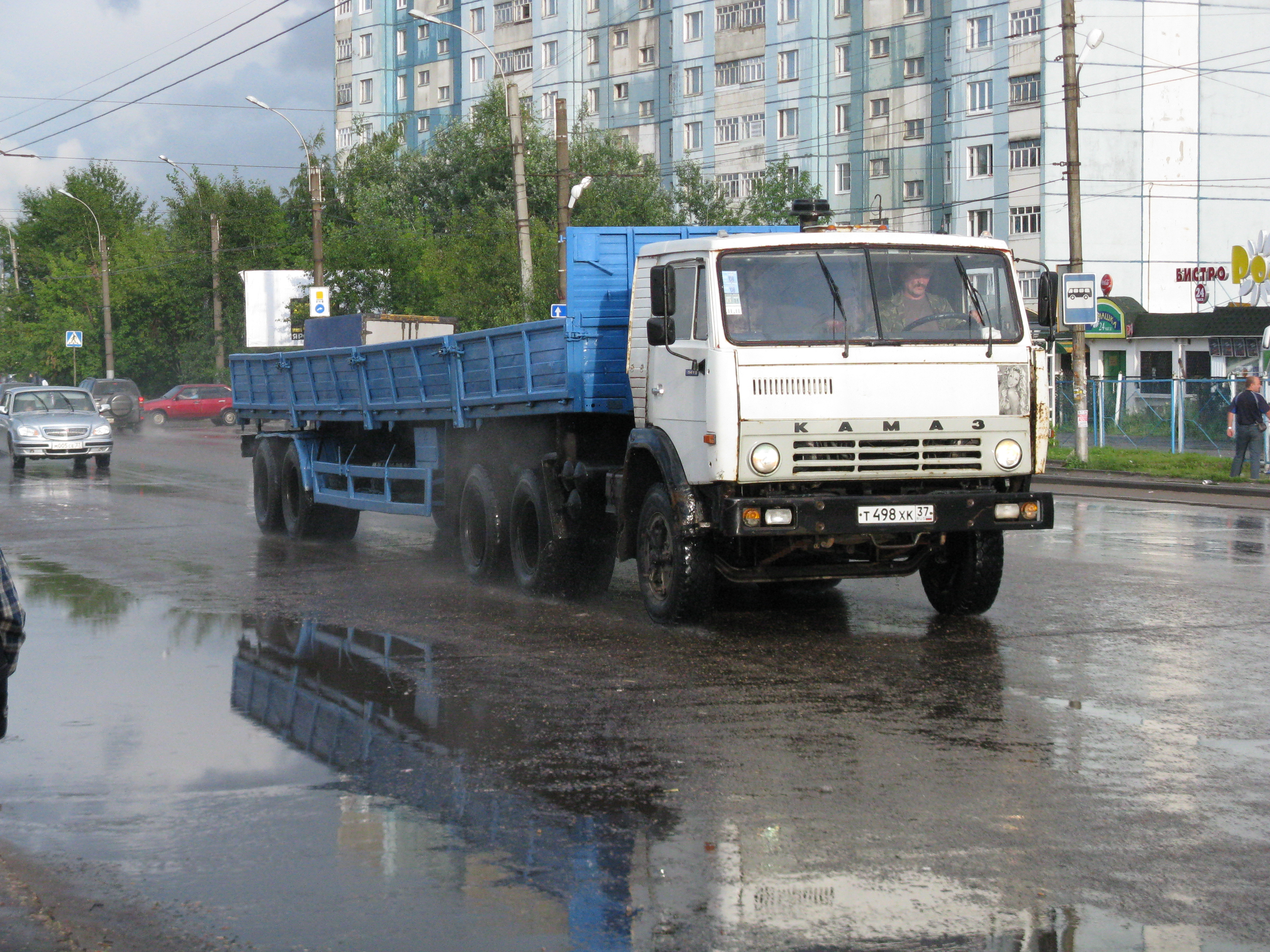
Седельный тягач КАМАЗ-5410 с полуприцепом

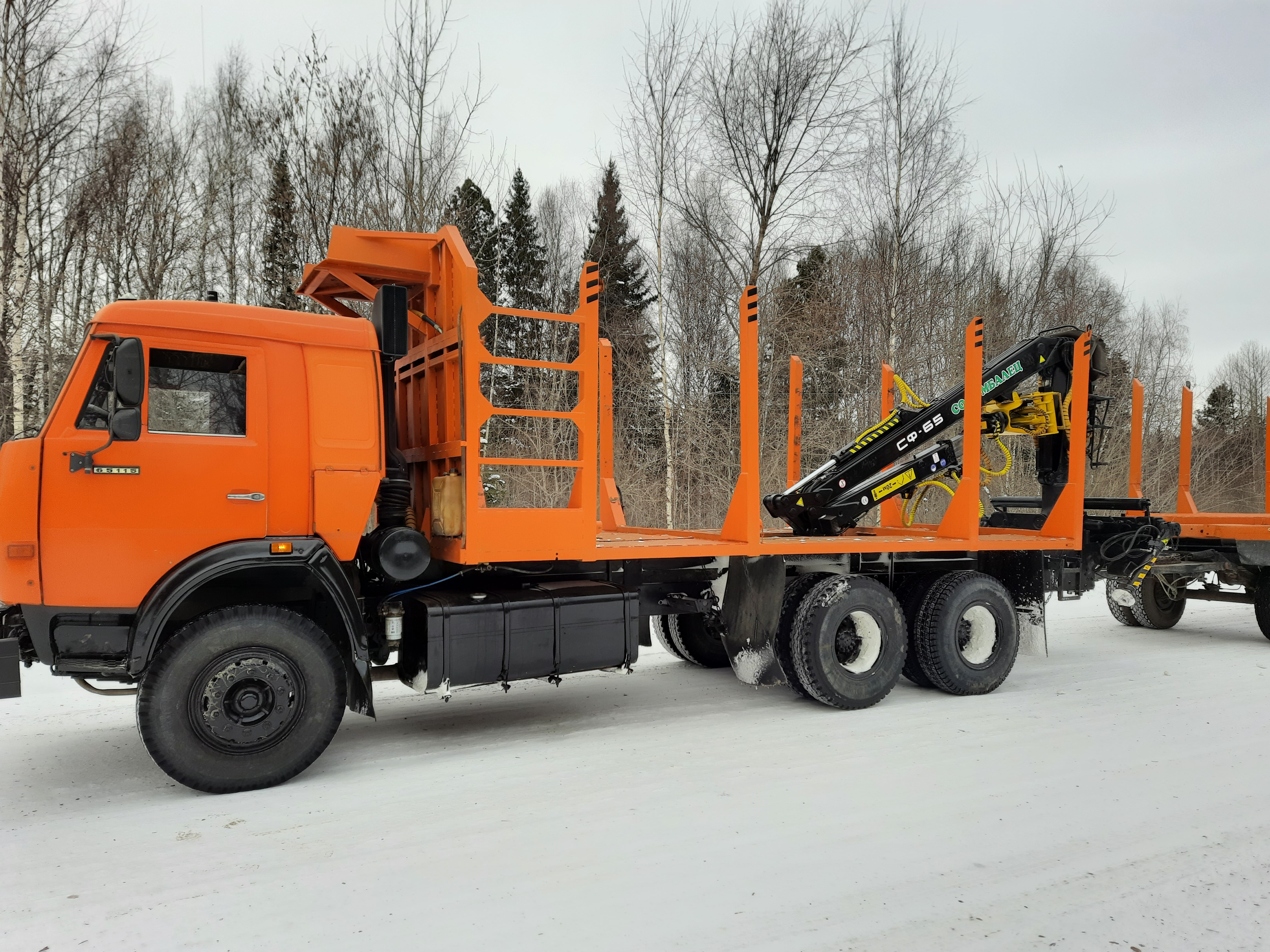
КАМАЗ-693330 сортиментовоз с гидроманипулятором

| Год  | Объём выпуска |
| ---- | ------------- |
| 1976 | 5000          |
| 1977 | 22000         |
| 1978 | 41000         |
| 1979 | 63000         |
| 1980 | 70641         |
| 1981 | 85103         |
| 1982 | 89782         |
| 1983 | 91360         |
| 1984 | 95722         |
| 1985 | 104609        |
| 1986 | 112222        |
| 1987 | 120071        |
| 1988 | 126662        |
| 1989 | 120125        |
| 1990 | 115671        |
| 1991 | 102492        |
| 1992 | 88943         |
| 1993 | 58637         |
| 1994 | 21679         |
| 1995 | 20780         |
| 1996 | 20407         |
| 1997 | 12675         |
| 1998 | 3541          |
| 1999 | 14938         |
| 2000 | 22877         |
| 2001 | 22017         |
| 2002 | 19903         |
| 2003 | 23894         |
| 2004 | 28808         |
| 2005 | 32008         |
| 2006 | 42662         |
| 2007 | 52650         |
| 2008 | 51006         |
| 2009 | 23062         |
| 2010 | 32172         |
| 2011 | 45189         |
| 2013 | 42763         |
| 2014 | 38644         |
| 2015 | 29140         |
| 2016 | 34432         |
| 2017 | 38159         |
| 2018 | 38382         |
| 2019 | 34705         |
| 2021 | 45000         |
| 2022 | 43000         |

## Грузовой автотранспорт
ПАО «КАМАЗ» выпускал следующий ряд серийных грузовых машин, разделяемый по рестайлингу кабин и общей модернизации на поколения:
- К1 — выпускаемые с 1976 года[85]
- К2 — модернизация периода 1988—1995 годов (первые опытные экспортные модификации — КАМАЗ-53205 (1986 год), КАМАЗ-5415 (1988 год) и КАМАЗ-5425 (1988 год))[86][87][88]
- К3 — выпускаемые с 2009 года[89] Новые кабины устанавливались и на выпускавшиеся серии предыдущих поколений.
- К4 — выпускаемые с 2013 года машины с кабинами на базе Mercedes-Benz Axor
- К5 — выпускаемые с 2019 года машины с кабинами на базе Mercedes-Benz Actros

- Специальным цветом выделены первые серийные модификации газодизельных грузовиков.[90]

| Тип             | поколение К1 | поколение К2 | поколение К3 | поколение К4                                                           | поколение К5                                                                      |
| --------------- | --- | --- | --- | ---------------------------------------------------------------------- | --------------------------------------------------------------------------------- |
| Седельный тягач | КАМАЗ-5410 (6×4) КАМАЗ-54112 (6×4) КАМАЗ-54118 (6×4) КАМАЗ-4410 (6×6) | КАМАЗ-5425 (4×2) КАМАЗ-54115 (6×4) КАМАЗ-44108 (6×6)                                                                                       | КАМАЗ-5460 (4х2) КАМАЗ-53504 (6×6) КАМАЗ-6460 (6х4) КАМАЗ-65116 (6х4) КАМАЗ-65225 (6×6) КАМАЗ-65228 (8×8)                                    | KAMAZ-5490 (4х2) КАМАЗ-65206 (6х4) КАМАЗ-65209 (6х2) КАМАЗ-65806 (6х4) | KAMAZ-54901 (4х2) КАМАЗ 65659 (6х2) КАМАЗ-65955 (6х6)                             |
| Самосвал        | КАМАЗ-5511 (6×4) КАМАЗ-55111 (6×4) КАМАЗ-55118 (6×4) КАМАЗ-55102 (6×4) | КАМАЗ-55111 (6×4) КАМАЗ-65111 (6х6) КАМАЗ-43255 (4×2) КАМАЗ-45141 (6х6) КАМАЗ-45142 (6х4) КАМАЗ-45143 (6х4) КАМАЗ-45144 (6х4)              | КАМАЗ-6520 (6х4) КАМАЗ-65201 (8х4) КАМАЗ-6522 (6х6) КАМАЗ-65115 (6х4) КАМАЗ-65351 (6х4) КАМАЗ-6540 (8х4) КАМАЗ-53605 (4х2) КАМАЗ-43255 (4х2) | КАМАЗ-65201 (8×4) КАМАЗ-6580 (6×4) КАМАЗ-65801 (8×4) КАМАЗ-65802 (6×6) | KAMAZ-6595 (6×4) КАМАЗ-65951 (8х4) КАМАЗ-65952 (6х6) КАМАЗ-65953 (8х8)            |
| Бортовой        | КАМАЗ-5320 (6×4) КАМАЗ-53208 (6×4) КАМАЗ-5321 (6×4) КАМАЗ-53212 (6×4) КАМАЗ-53218 (6×4) КАМАЗ-5420 (6×4) КАМАЗ-4310 (6×6) КАМАЗ-4325 (4×2) КАМАЗ-4350 (4×4) КАМАЗ-4510 (6×6) КАМАЗ-6350 (8×8) | КАМАЗ-5315 (4×2) КАМАЗ-53215 (6х4) КАМАЗ-5325 (4×2) КАМАЗ-5350 (6×6) КАМАЗ-4308 (4×2) КАМАЗ-43114 (6×6) КАМАЗ-43118 (6×6) КАМАЗ-4326 (4×4) | КАМАЗ-5308 (4×2) КАМАЗ 5360 (4х2) КАМАЗ-65117 (6×4) КАМАЗ-65224 (6×6) КАМАЗ-6560 (8х8) КАМАЗ-43253 (4×2) КАМАЗ-43502 (4×4)                   | КАМАЗ-65207 (6×4) КАМАЗ-65208 (6×2)                                    | КАМАЗ-43085 (4×2) Компас 5 КАМАЗ-43089 (4х2) Компас 9 КАМАЗ-43082 (4х2) Компас 12 |
| Спецтранспорт   | КАМАЗ-53211 (6х4) КАМАЗ-53213 (6х4) | КАМАЗ 53205 (6х4) КАМАЗ-53228 (6х6) КАМАЗ-53229 (6х4)                                                                                      | КАМАЗ-5360 (4х2) КАМАЗ-43502 (4х4) |                                                                        |                                                                                   |

## Специализированная техника

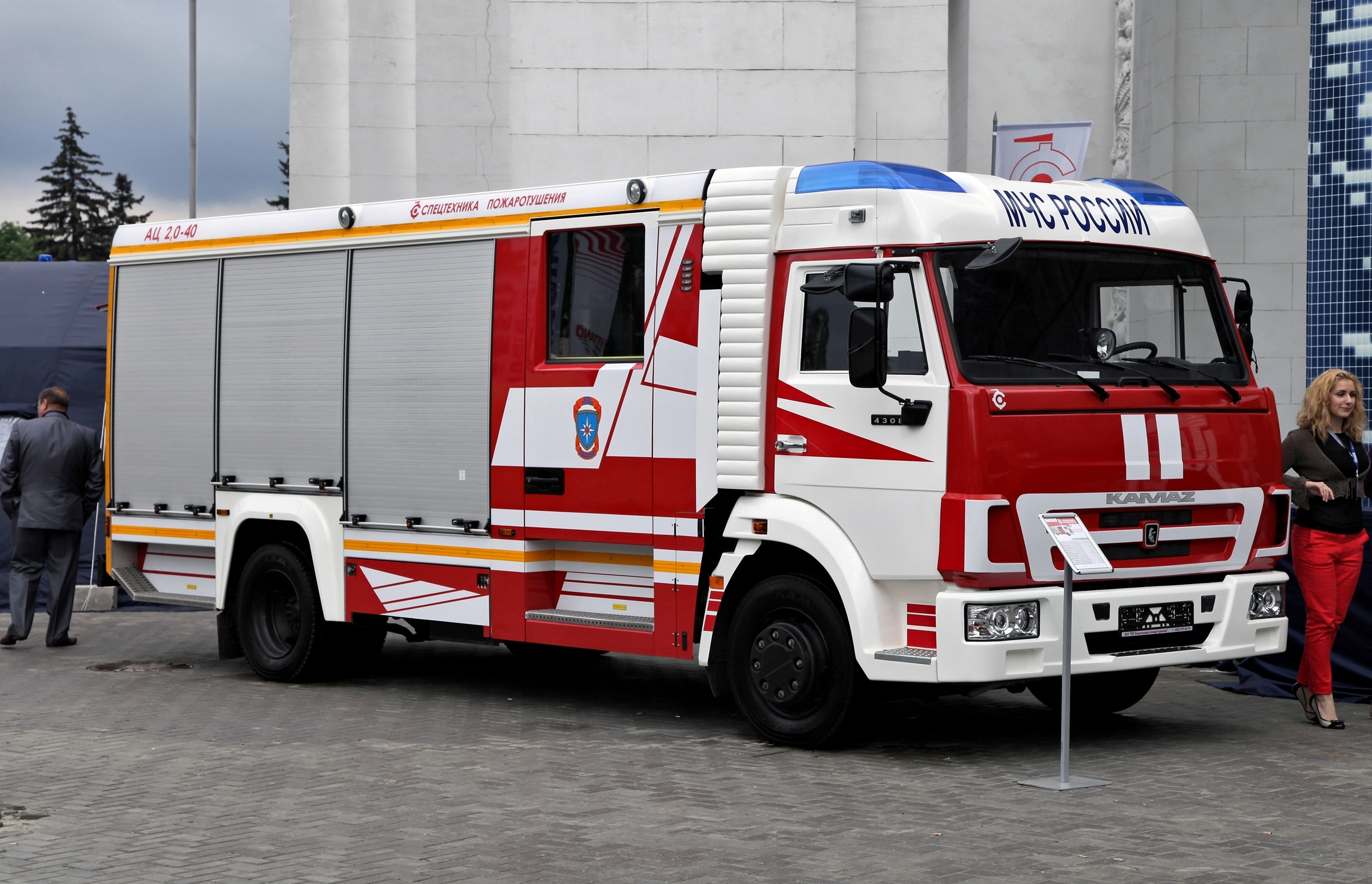
Пожарная машина КАМАЗ-4308
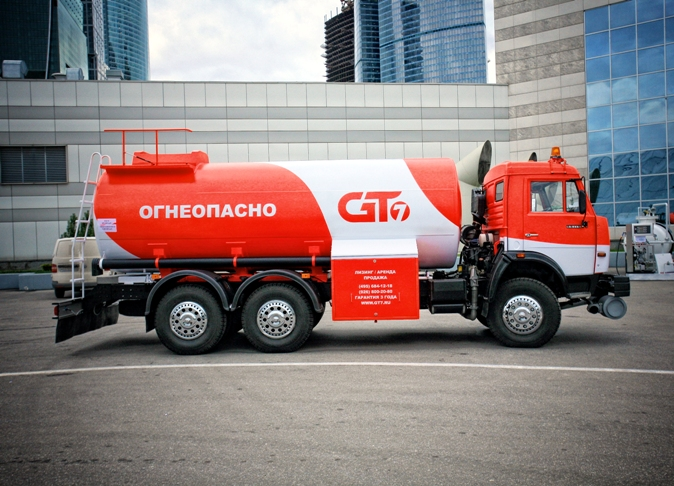
Автоцистерна на базе КАМАЗ-65115, компания GT7
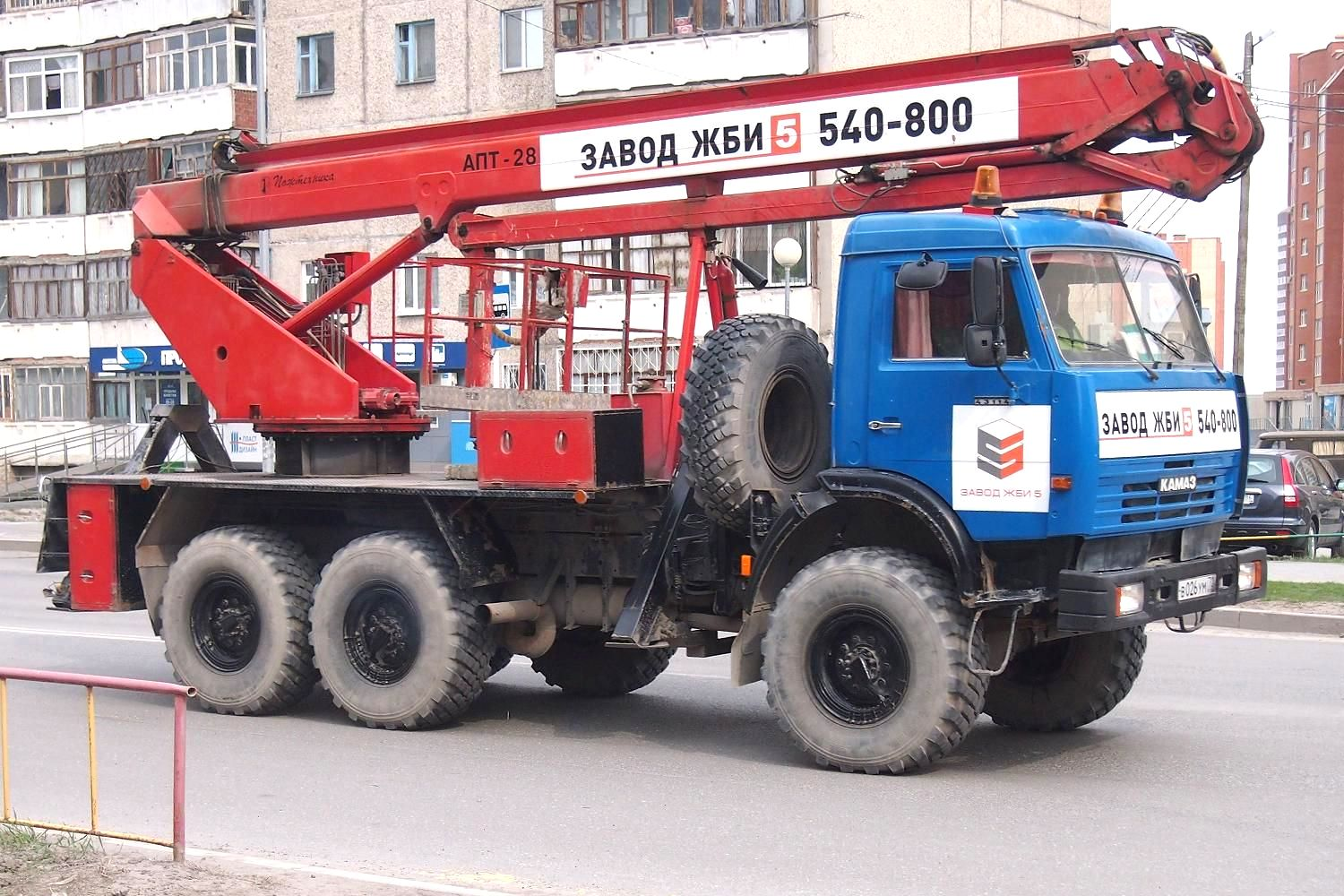
Автокран КАМАЗ-43114
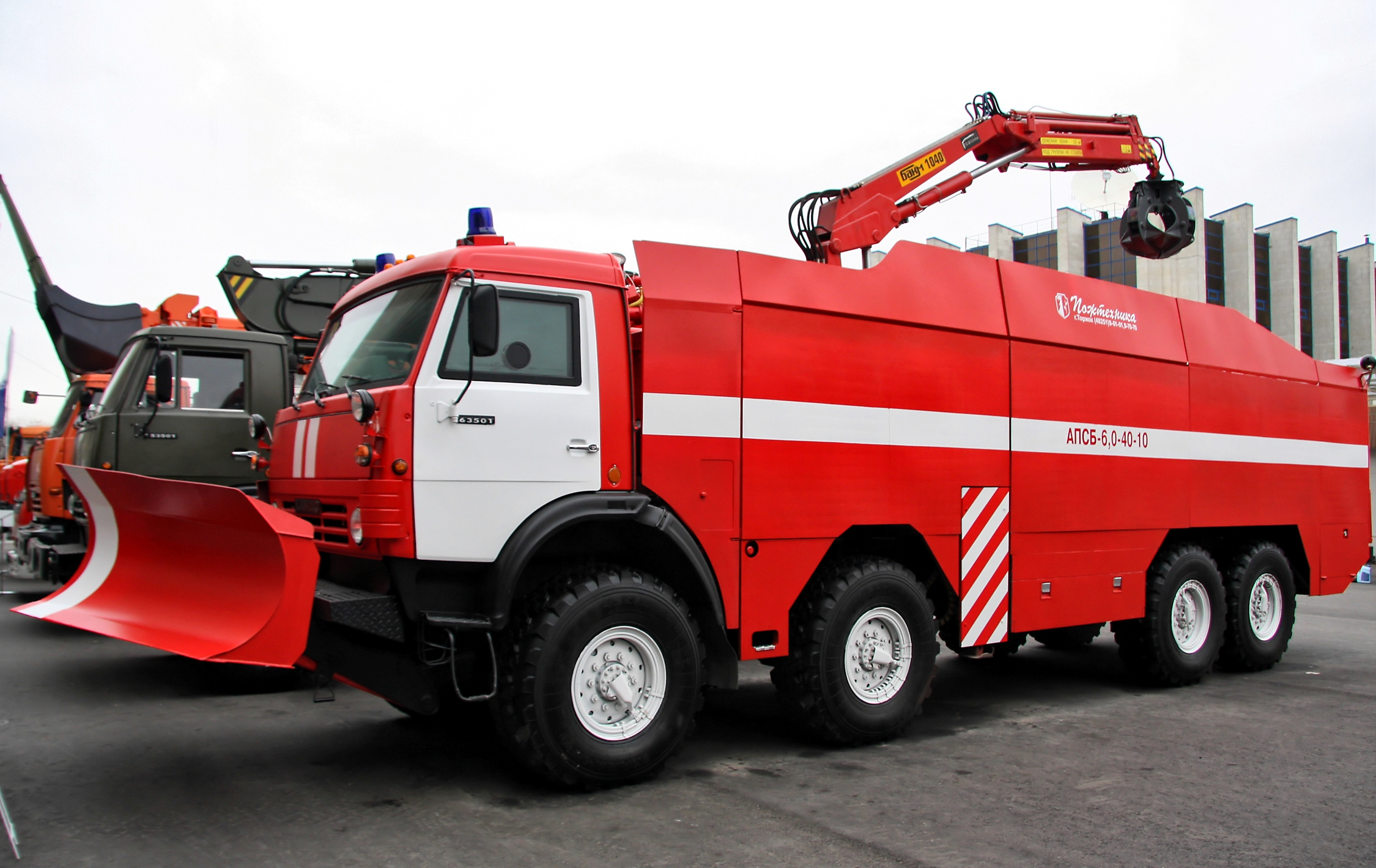
Инженерная машина КАМАЗ-63501
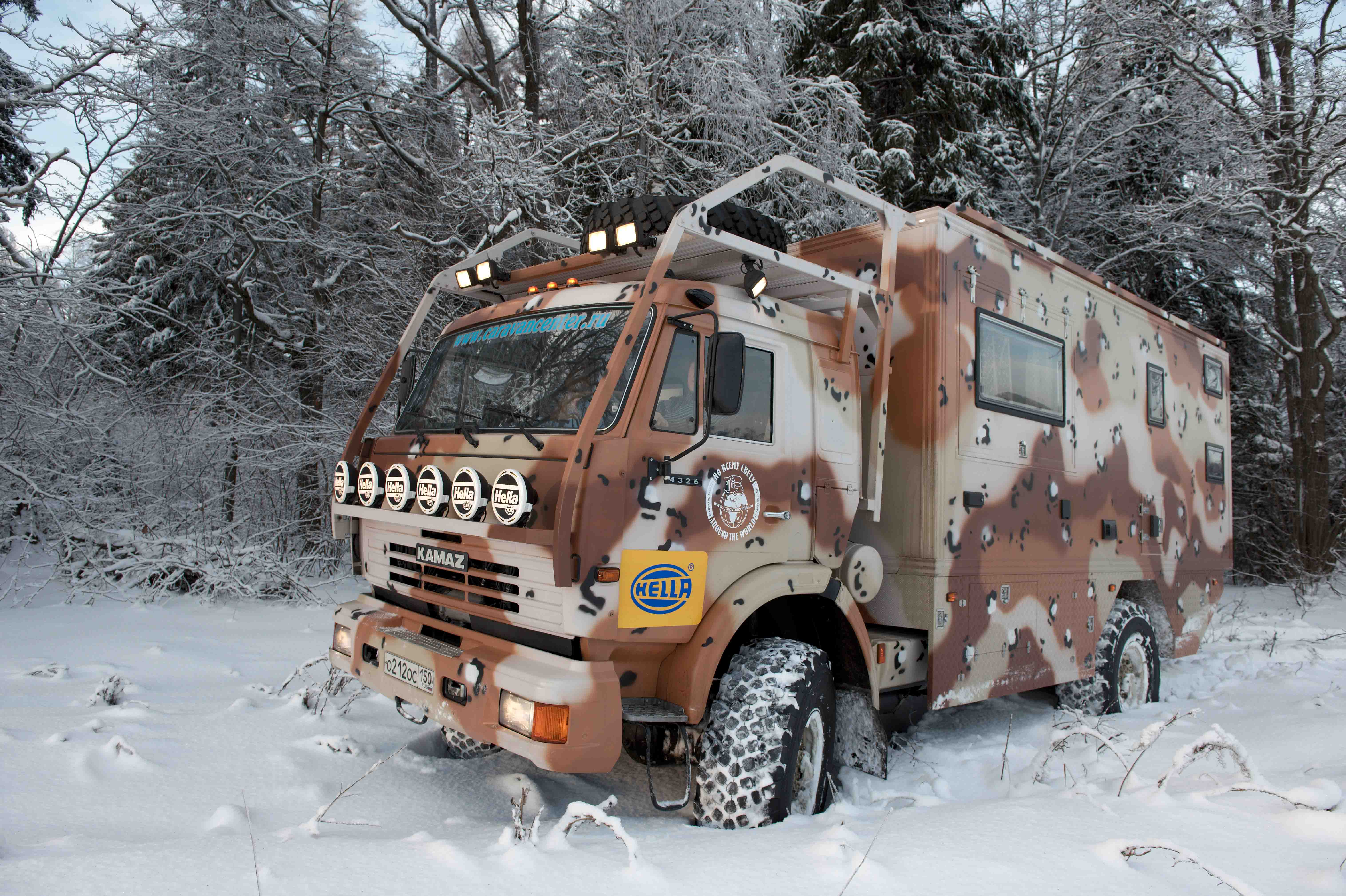
Вахтовый автодом на базе КАМАЗ-4326
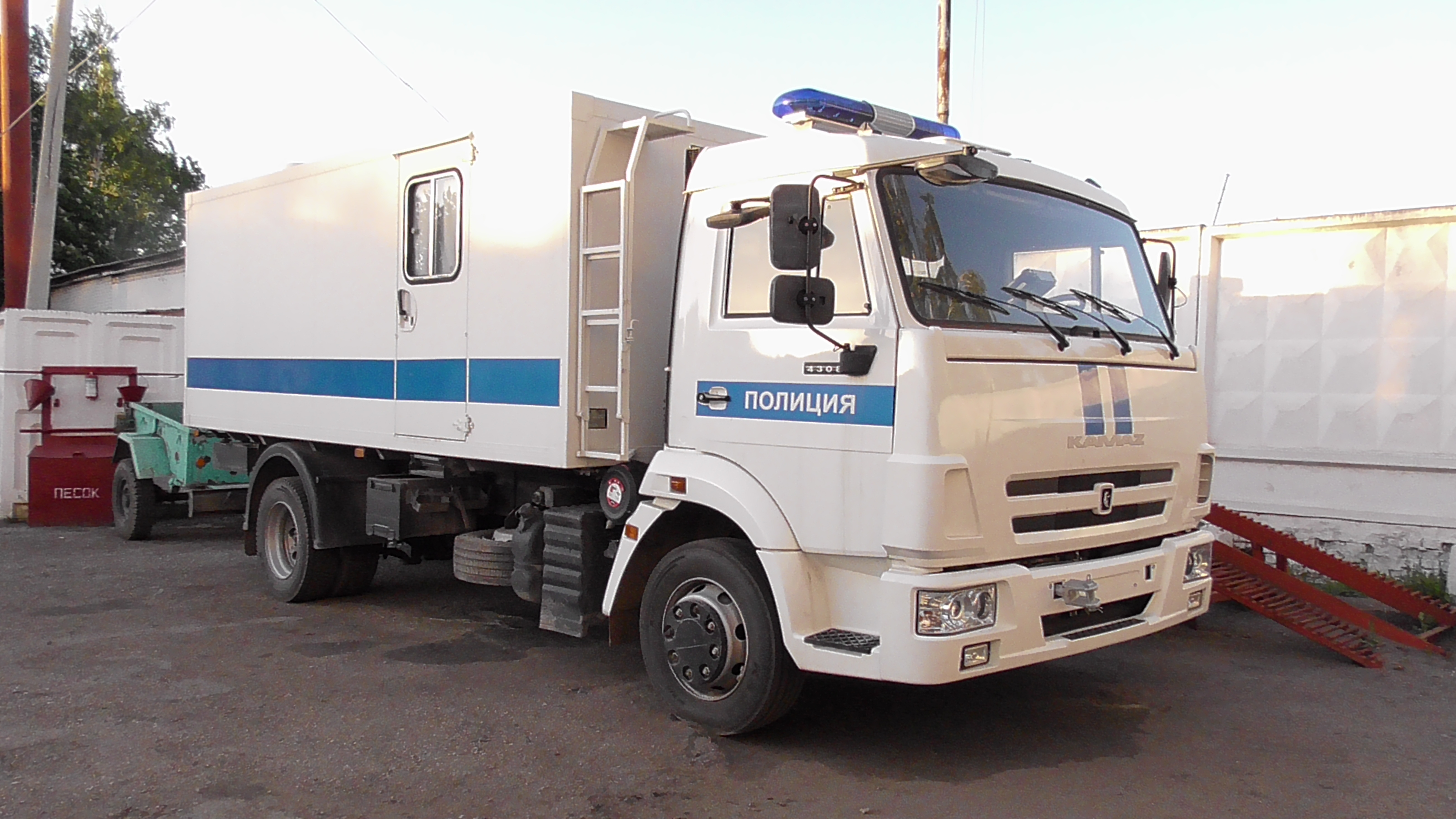
Среднетоннажный низкопрофильный спецавтомобиль типа «автозак» на базе КАМАЗ-4308
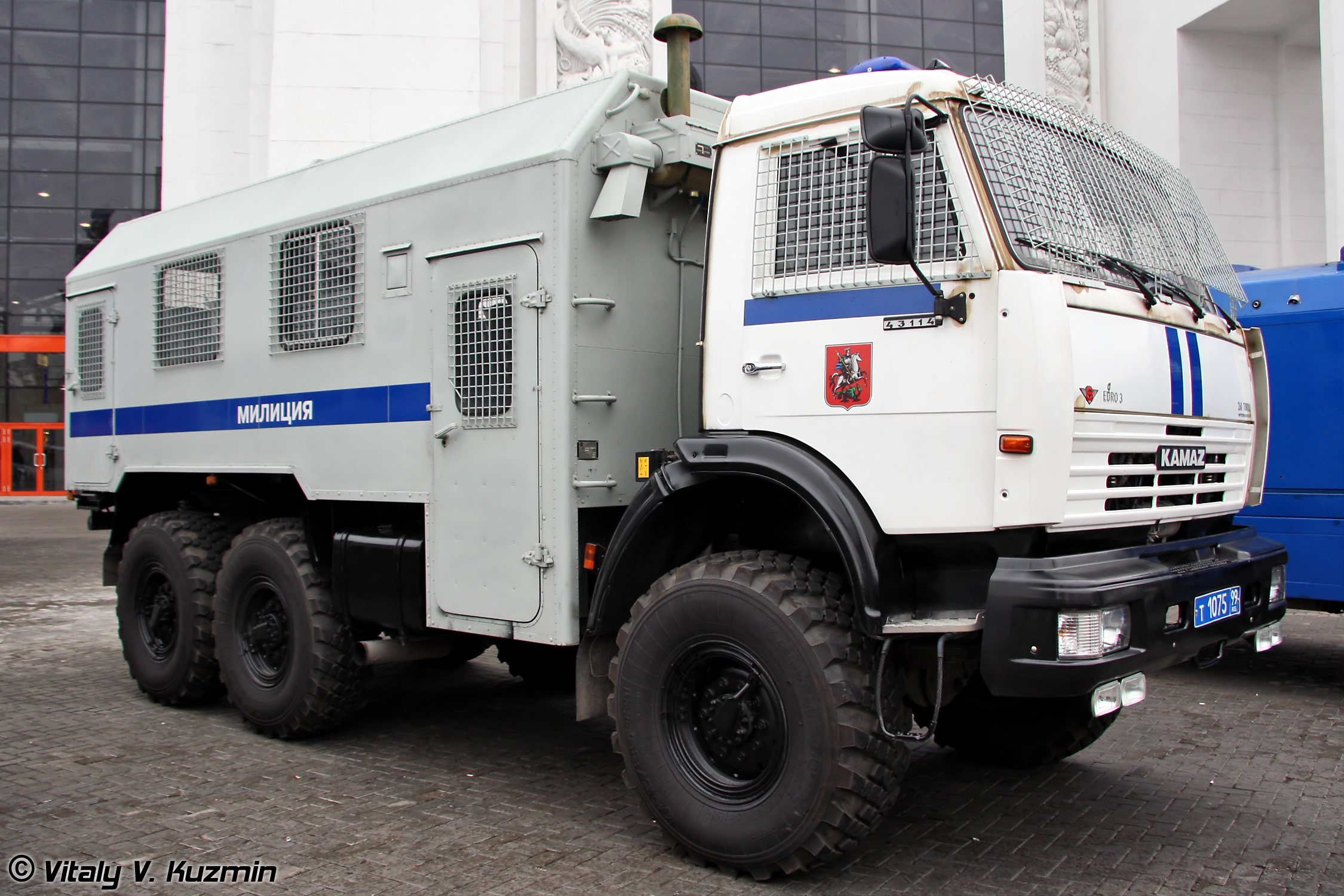
КАМАЗ-43114 спецсил МВД
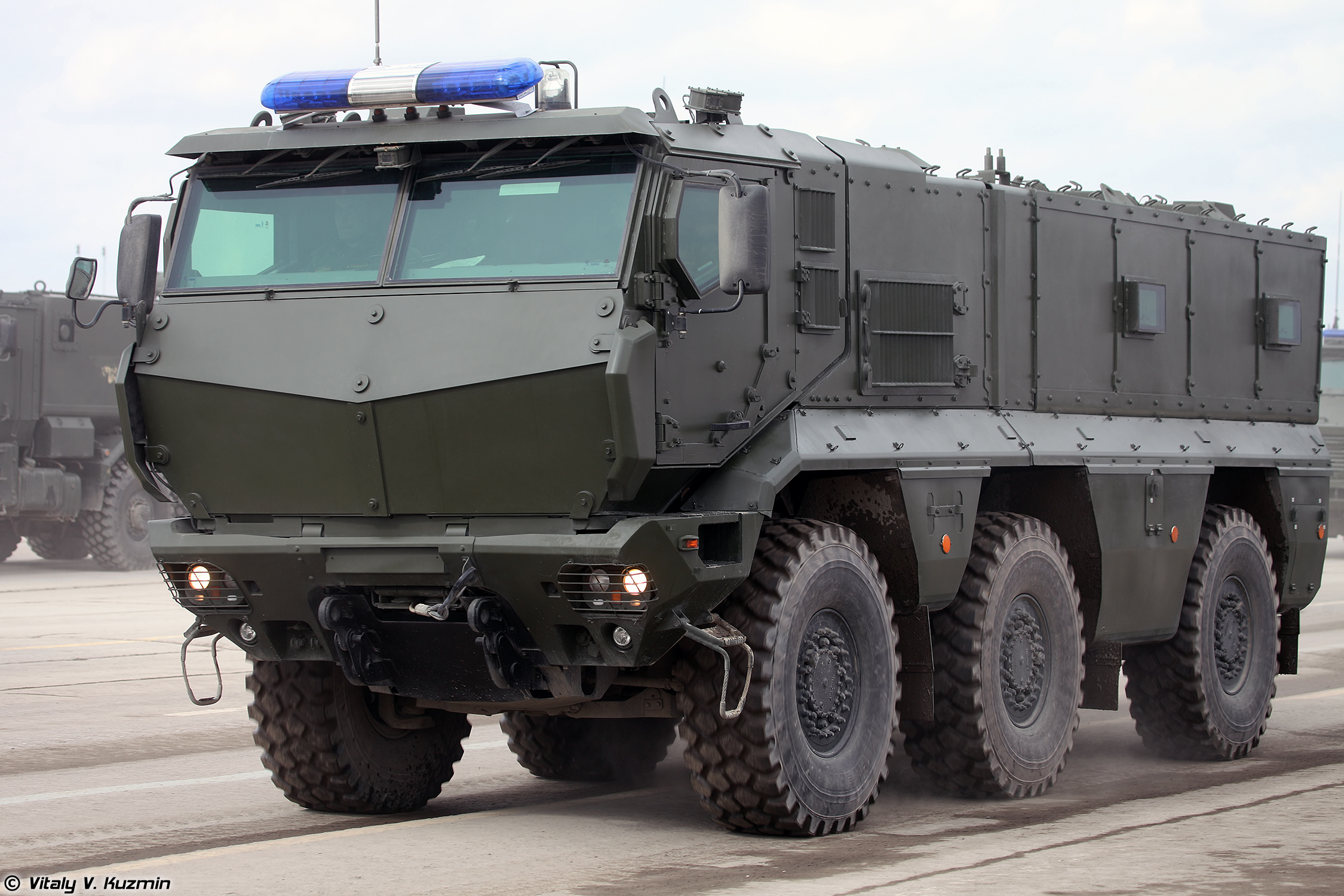
КАМАЗ-63968 армейский бронеавтомобиль

## Общественный транспорт
С 21 февраля 2013 года ПАО «КАМАЗ» занимается организацией и продажей автобусной техники марки «НЕФАЗ».
| Изображение | Название          | Годы производства  | Количество    | Двигатель                | Примечания                                                                |
| Автобусы    | Автобусы          | Автобусы           | Автобусы      | Автобусы                 | Автобусы                                                                  |
| ----------- | ----------------- | ------------------ | ------------- | ------------------------ | ------------------------------------------------------------------------- |
|             | КАМАЗ-5262        | 1993               | 1             | дизель                   | опытный высокопольный автобус                                             |
|             | НЕФАЗ-5299        | 2001 — наст. время | более 10 тыс. | дизель / газ             | автобус большого класса, с начала выпуска НЕФАЗ-5299 вышло 42 модификации |
|             | КАМАЗ-6299        | 2020 — 2022        | 3             | дизель / газ             | сочленённый низкопольный автобус особо большого класса                    |
|             | KAMAZ–4280F5 VEGA | 2023 — наст. время | 52            | дизель                   | автобус среднего класса                                                   |
|             | КАМАЗ-4290        | 2023               | 2             | дизель / газ             | автобус среднего класса                                                   |
|             | КАМАЗ-6250        | 2023 — наст. время | 19            | дизель                   | полноприводный вахтовый автобус малого класса                             |
|             | КАМАЗ-5222        | 2024               | 5             | газ                      | автобус большого класса нового поколения А5                               |
| Электробусы |                   |                    |               |                          |                                                                           |
|             | КАМАЗ-2257Э       | 2015               | 1             |                          | опытный электробус малого класса                                          |
|             | KAMAZ-6282        | 2015 — наст. время | 2013          | асинхронный / синхронный | низкопольный электробус большого класса                                   |
|             | KAMAZ-6292        | 2020               | 1             | синхронный               | сочленённый низкопольный электробус особо большого класса                 |
|             | KAMAZ-52222       | 2024               | 1             | синхронный               | электробус нового поколения А5                                            |
| Троллейбусы |                   |                    |               |                          |                                                                           |
|             | КАМАЗ-62825       | 2018 — 2023        | 3             | асинхронный              | низкопольный троллейбус                                                   |

## Спорт
Команда «КАМАЗ-мастер» принимает активное участие в различных ралли, проводящихся в мире. КАМАЗы становились победителями в подавляющем большинстве гонок ралли «Дакар» (ранее «Париж—Дакар») 17 раз:
| Год  | Команда    | Команда | Команда      | Маршрут                                   |
| Год  | Пилот      | Страна  | Автомобиль   | Маршрут                                   |
| ---- | ---------- | ------- | ------------ | ----------------------------------------- |
| 2020 | Каргинов   | Россия  | КАМАЗ 4350-9 | Саудовская Аравия                         |
| 2019 | Николаев   | Россия  | КАМАЗ 4350-9 | Перу                                      |
| 2018 | Николаев   | Россия  | КАМАЗ 4326-9 | Перу — Аргентина                          |
| 2017 | Николаев   | Россия  | КАМАЗ 4326-9 | Парагвай — Боливия — Аргентина            |
| 2015 | Мардеев    | Россия  | КАМАЗ 4326-9 | Буэнос-Айрес — Икике — Буэнос-Айрес       |
| 2014 | Каргинов   | Россия  | КАМАЗ 4326-9 | Росарио — Боливия — Вальпараисо           |
| 2013 | Николаев   | Россия  | КАМАЗ 4326-9 | Лима — Сантьяго                           |
| 2011 | Чагин      | Россия  | КАМАЗ 4326-9 | Буэнос-Айрес — Антофагаста — Буэнос-Айрес |
| 2010 | Чагин      | Россия  | КАМАЗ 4326-9 | Буэнос-Айрес — Антофагаста — Буэнос-Айрес |
| 2009 | Кабиров    | Россия  | КАМАЗ 4326-9 | Буэнос-Айрес — Вальпараисо — Буэнос-Айрес |
| 2006 | Чагин      | Россия  | КАМАЗ-4911   | Лиссабон — Дакар                          |
| 2005 | Кабиров    | Россия  | КАМАЗ-4911   | Барселона — Дакар                         |
| 2004 | Чагин      | Россия  | КАМАЗ-4911   | Клермон-Ферран — Дакар                    |
| 2003 | Чагин      | Россия  | КАМАЗ-4911   | Марсель — Шарм-эш-Шейх                    |
| 2002 | Чагин      | Россия  | КАМАЗ 49256  | Аррас — Мадрид — Дакар                    |
| 2000 | Чагин      | Россия  | КАМАЗ-49252  | Париж — Дакар — Каир                      |
| 1996 | Московских | Россия  | КАМАЗ-49252  | Гранада — Дакар                           |

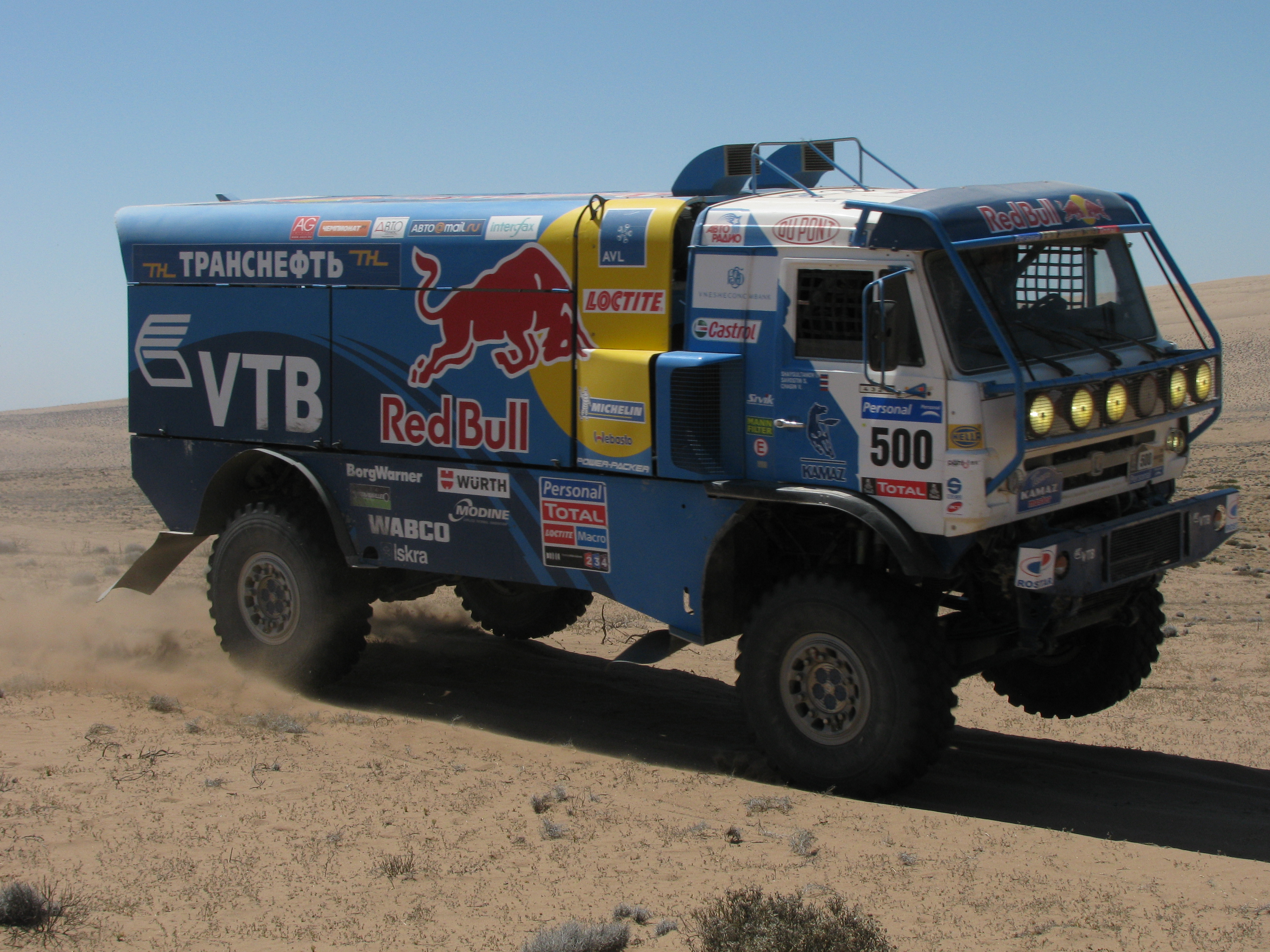
Спортивный КАМАЗ на этапе ралли Лиссабон-Дакар 2011 года

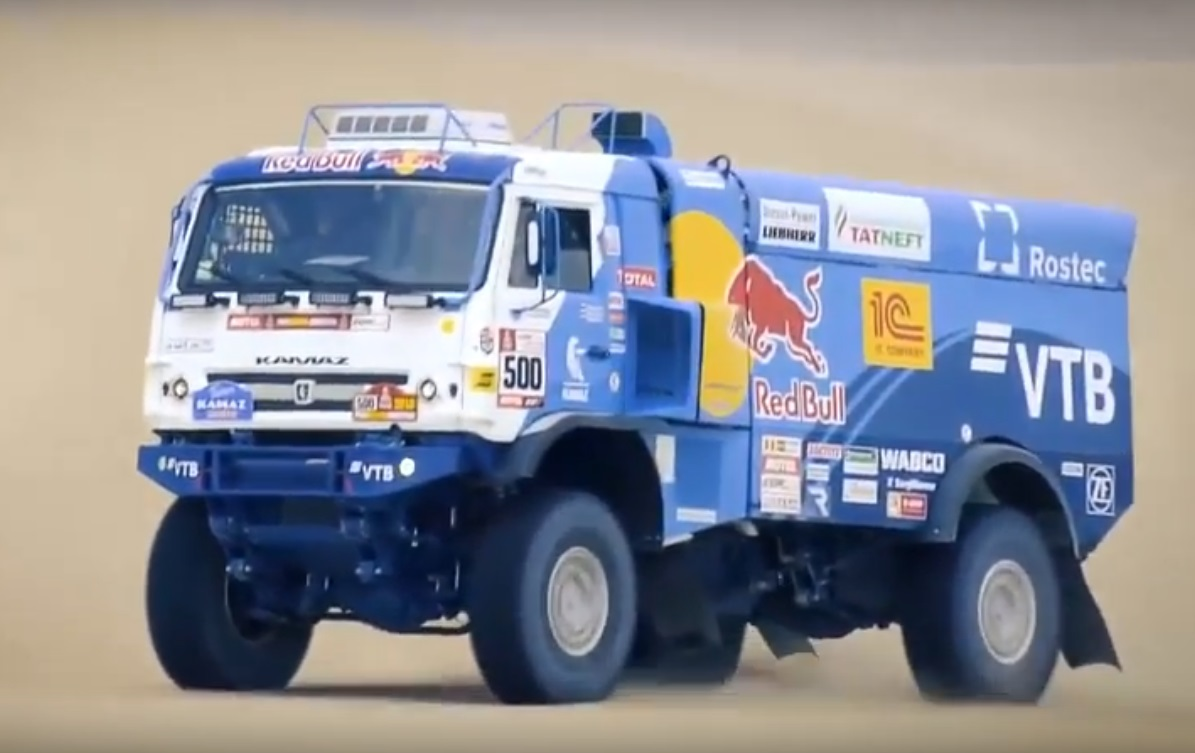
Ралли «Дакар» 2018 года

Ранее, до 2012 года, «КАМАЗ» являлся спонсором футбольного клуба «КАМАЗ» — участника чемпионата России в высшей лиге в 1993—1997 годах, первым из спортивных клубов Татарстана пробившегося в еврокубки (выступал в Кубке Интертото 1996). При поддержке руководства завода в 1990-е годы существовала женская футбольная команда «КАМАЗ», принимавшая участие в чемпионате России среди женщин. В 1990—1995 годах существовал также футбольный клуб «КамАЗавтоцентр», игравший в Первенстве России. Имеются спортивный клуб «КАМАЗ» (см. КАМАЗ-2), стадион «КАМАЗ».
В советское время существовал хоккейный клуб «КамАЗ», игравший в классе «Б» первенства СССР.

## СМИ
- Газета «Вести КАМАЗа», название до 1993 года — «Рабочий КАМАЗа», первый номер вышел 29 сентября 1973 года[98][99]; информационный портал[100] и телевизионная передача «Вести КАМАЗа»[101][102].
- Книга «Утро КамАЗа», написанная В. Чурбановым и В. Франюком в 1974 году.
- Газета «ЛИтейный ЗАвод», первый номер вышел 23 февраля 1991 года, закрыта в 1996 году. Возрождена «ЛиЗа» в 2001 году. После объединения литейного и кузнечного заводов, стала называться «КАМАЗ-Металлургия»[103].
- «Заводская газета», с июня 1991 года[104].
- Газета «Темп» прессово-рамного завода, появилась в сентябре 1991 года[98].
- Корпоративный журнал «КАМАЗ»[105].
- По состоянию на 1991 год — заводское радио[103].